# 麻将

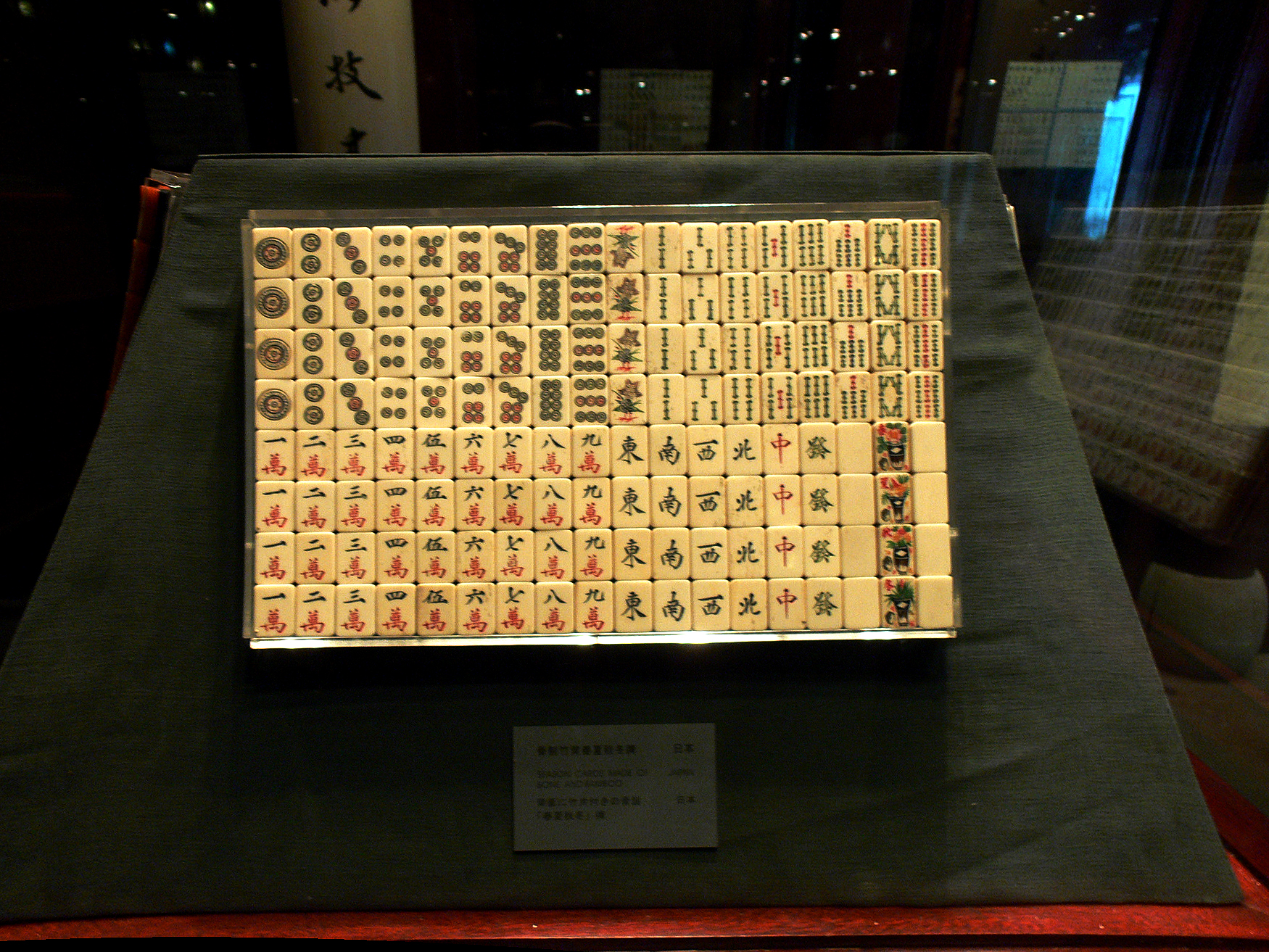
寧波天一閣麻雀陳列館收藏的麻雀牌。

麻將或麻雀是一種源自中國的傳統牌類遊戲，濫觴於晚清，後廣泛流傳於東亞及東南亞等漢字文化圈。麻將通常由四人進行，基本目標為搶先拼湊出積分較高之牌型並完成勝出條件，同時阻止對手達成相同目的。麻雀結合運氣與技巧，側重記憶力與策略判斷，娛樂用途外亦常作為玩家間聯繫情感的媒介。
麻雀牌的構成在各地大同小異，基本牌組包含兩大類共34種牌。第一類為數牌，包括「筒/餅」、「索/條」、「萬」三門，每門數字從一至九各四張，共計108張。第二類為字牌，包括四種風牌（東、南、西、北）及三種箭牌（中、發、白），亦各四張，共28張。標準牌組共136張，部分地區另增設百搭牌或花牌，如「春、夏、秋、冬」、「梅、蘭、菊、竹」等。
傳統麻雀牌以骨、竹或象牙製成，現代則普遍使用塑膠或壓克力材質。遊戲除牌張外，亦需使用骰子等其他輔助道具，部分地區如日本會使用點棒，而大多數玩法設有標示莊家與圈風的裝置。

## 歷史
首則麻雀牌具記錄在1875年出現，所描述的乃美國外交官吉羅福轉贈給博物館的藏品；首度有文獻將此遊戲名字記為「麻雀」，更遲至1894年（後詳）。史上第一本麻雀譜《繪圖麻雀牌譜》的作者沈一帆指「麻雀之始……不過三十餘年」。該牌譜成書於1914年，亦即作者認為麻雀始於1880年前後。清末曾於南洋公學（今上海交通大學）任教的許指嚴於《十葉野聞》（1917）亦說，在北京，麻雀於光緒末葉，甲午戰爭結束（即1894年）後才逐漸流行，至1900年大盛，與前述的幾個年份相近。徐珂的《清稗類鈔》（1916）同樣指麻雀於光緒、宣統年間才盛行，不過他說麻雀由太平軍發明，時間比起上述首則麻雀牌具記錄早了起碼十年，但仍屬十九世紀後半。由此種種，可推測麻雀始於晚清，是相當近代的遊戲。
麻雀的發源地，有寧波與閩粵二說。沈一帆（1914）指「麻雀之始，始於寧波，不過三十餘年，繼及蘇浙兩省，漸達北京」，主張寧波說。徐珂《清稗類鈔》（1916）一處說「始於浙之寧波，其後不脛而走，遂徧南北」，另一處卻謂「粵寇起事，軍中用以賭酒，……行之未幾，流入寧波，不久而遂普及矣」，內容莫衷一是。杜亞泉《博史》（1933, p.35）認為麻雀「先流行於閩粵瀕海各地及海舶間。清光緒初年，由寧波江廈延及津滬商埠」，即主張閩粵說，而楊蔭深《中國遊藝研究》（1946, p.99）就認同他的說法。戴愚盦（1934）的《沽水舊聞》指麻雀是盛宣懷在他掌管天津海關時由百粵帶往那兒，似乎也主張閩粵之說。潘俊（1937）记录了一个父老相传的故事：明末宁波江东地方，王翁制作一百三十六张竹牌，后人用其赌博。
協彪（1939）称「三百年来，四十张的马吊，逐渐演变，变成每样五张的纸牌。近七八十年中又变成每样四张的麻將牌」。
史上首部英語麻雀譜的作者（1920, p.110）認為「麻雀可能源自寧波，儘管亦有人指福建才是起源地」。著名的美國人類學家及遊戲研究者史超域·古連（1895a, p.140）並無討論過麻雀的起源地，但他引述另一著名的遊戲收集者務謹順爵士，謂當時的麻雀遊戲（書中稱為「中發」“Chung fát”）僅限於江浙一帶，故其所述較吻合寧波起源論。然而吉羅福麻雀牌源自福州，記錄時間又比任何其他麻雀牌來得早，故此又比較符合閩粵起源論。至今，麻雀的實際發源地，依然未有定論。
至於麻雀的發祥地，一般（例如上述多數作者）都同意是寧波。寧波（明州）在古代是和日本通商的重要口岸，而寧波話「麻雀」與「麻將」同音，以及日本保留「麻雀」作書面稱呼，讀音卻是「マージャン」（羅馬字：mājan），均可見寧波的影響。
麻雀之形成，可從遊戲名稱、牌張與玩法三方面分述。其名稱與牌張，公認源自古代「馬弔」紙牌，但論玩法，馬弔是類似現代「打天九」般以大擊小的遊戲，絕非像麻雀般鬥快湊成組合。若說麻雀的玩法源自馬弔，應屬謬誤，也容易令人混淆。例如在香港，受到無綫電視的古裝劇集影響，「麻雀古稱馬弔」一說十分流行，以至人們誤以為古代馬弔的玩法與現代麻雀大同小異。中國大陸亦有報章把相傳由宋儒楊大年所著的《馬弔經》誤為《麻將經》，以為當時已有麻雀遊戲。
1949年中华人民共和国成立之后，麻雀因被视为赌博游戏，是“资本主义腐败的象征”，被政府依法取缔并全面禁止。直至文革结束后逐渐恢复。1985年，中国大陆正式废除麻雀游玩禁令。1998年7月，中国国家体育总局制定了国标麻雀玩法。

## 名稱
現今這個遊戲有「麻雀」及「麻將」兩個主要稱呼，但舊日還有「馬將」一名。
麻雀偶作蔴雀，麻將偶作馬將或麻酱（取諧音於麻醬）。

### 由來
「麻將」这个称呼一般认为源于吳語，为「麻雀」的儿化读法。「麻雀」的「雀」字，中古音拟音作/t͡sɨɐk̚/，19世纪的北部吳語（如宁波话）为*t͡siɐʔ（近似普通话的「家」）。因北部吳語的「儿」的读作/n̠ʲi²³/，儿化音做后缀时近似/ŋ~ȵ/，故「雀」字儿化成*tsiɐŋ，与「將」同音。因此「麻雀」终讹传为「麻將」。
或有人认爲前述三個名字皆從「馬弔」這個遊戲名字而來，但是實際演變過程，三個名字孰先孰後，就人言人殊。下表為部份主張：
| 作者                                 | 主張          | 細節                                                                                       |
| ------------------------------------ | ------------- | ------------------------------------------------------------------------------------------ |
| 徐珂《清稗類鈔》（1916）             | 馬弔 →        | 「麻雀，馬弔之音之轉也。吳人呼禽類如刁，去聲讀，不知何義，則麻雀之為馬弔，已確而有徵矣。」         |
| 胡適《漫遊的感想‧》（1927）          | 馬弔 →        | 「馬吊三人對一人，故名『馬吊腳』，省稱『馬吊』；『麻將』為『麻雀』的音變，『麻雀』為『馬腳』的音變。」 |
| 瞿兌之《杶廬所聞錄》（1935）         | 馬弔 → 馬將 → | 「麻雀當為馬將之訛，馬將又源於馬吊。」                                                         |
| 楊蔭深《中國遊藝研究》（1946, p.97） | 馬弔 → 馬將 → | 「馬將牌今亦稱雀牌。其稱為馬將，蓋由馬弔牌轉變而來，又加將牌，故名。」                       |

文獻中以「麻雀」為牌戲名稱，首見於清末狹邪小說《海上花列傳》（1894）。俟後許多晚清至民初的小說或雜記也同樣見此稱呼，例如晚清四大譴責小說之中，《官場現形記》、《孽海花》及《二十年目睹之怪現狀》均如此，只有《老殘遊記》並無提過麻雀遊戲。其他文學例子還有《負曝閒談》、《廿載繁華夢》、《秋星閣筆記》、《九尾狐》、《九尾龜》、《近世社會齷齪史》、《清稗類鈔》、《十葉野聞》等等。史上首兩部麻雀牌譜《繪圖麻雀牌譜》（1914）與《麻雀大觀》（1919），以及眾多民初麻雀牌譜，亦以「麻雀」為遊戲名稱。
「麻將」一詞出現得稍晚，暫時首見於黃世仲所著小說《宦海升沉錄》（1909）。由於黃世仲在《廿載繁華夢》中使用的是「麻雀」一詞，當時民間可能已在交替使用兩個遊戲名稱。清末民初使用「麻將」一詞的文學作品並不多，例子有《檮杌萃編》及胡適《漫遊的感想．麻將》等等。
「馬將」這個稱謂最遲出現，暫首見於魯迅的《高老夫子》（1924-25）。儘管杜亞泉的《博史》（1933, p.34）及楊蔭深的《中國遊藝研究》（1946, p.97）這兩本研究中國遊戲的重要著作都稱麻雀為馬將牌，但馬將此稱在文學作品當中較少見，主要是魯迅的著作，還有零星書籍，例如馬敘倫《石屋續瀋》。
現今在中國大陸及臺灣（國語的使用上），人們多用「麻將」這個稱謂，而在广东、福州、香港、日本、韓國、臺灣（使用閩南語、客家語時）、馬祖（使用馬祖話時），則一貫沿用「麻雀」這個本稱。有鑑於「麻雀」原是雀鳥名稱，有些香港麻雀館將遊戲名稱寫成「蔴雀」，以便區分。

### 別稱
有時不便明說「打麻雀」，故產生一些對「麻雀」的代稱或戲稱。
- 三缺一：因麻雀基本玩法由四人組成，故名。
- 游泳、乾泳：因麻雀之洗牌動作如雙手游蛙式滑水，故戲稱「游泳」；另因並未真正用到水，故稱「乾泳」、「游乾水」。
- 方城之戰、(攻)打四方城、砌牆：因麻雀形制為長方塊狀，相疊排列如同城牆。
- 竹戰、打竹陣：因早期麻雀牌背面或整張牌以竹製作，故得名。

## 牌張之沿革
麻雀的牌張，一般公認來自馬弔牌，例如見徐珂（1916）、瞿兌之（1935）、杜亞泉（1933, p.35）或楊蔭深（1946, p.97），然而其中演變，夾雜了不少細節。

### 明代葉子

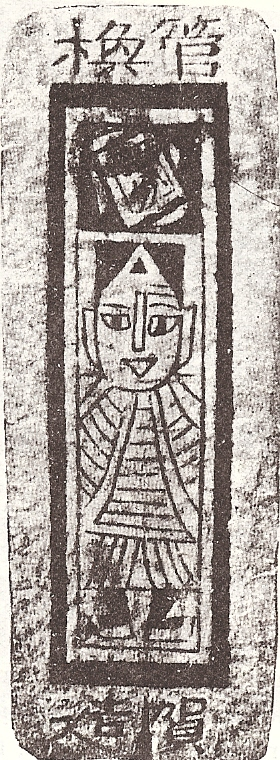
吐鲁番发现的1400年纸牌，外觀與後世香港的「東莞牌」類似，圖片出自Joseph Needham著《Science and Civilization in China: Volume 5, Part 1, Paper and Printing》，台北敦煌書局1986年出版

馬弔所用葉子有四十種花色。嚴格來說，此四十色葉子並非麻雀牌的始祖，原因是它首度有記載之前一世紀，陸容（1436年-1494年）已於《菽園雜記》描述一種牌式相近，但只得三十八色的葉子。陸容並無解釋這種初期葉子有甚麼玩法，其他明代作家亦無提過任何異於四十色的葉子牌，所以明代所謂「葉子」，一般都是指四十色那種。
所謂「馬弔牌」，只是清人及近人的稱謂，明時尚無此稱呼。明人於遊戲與牌具之間，劃分得比較清楚。「馬弔」只是當時一種牌戲的名字，牌具本身，通稱為「葉子」，亦叫「崑山牌」、「蠟牌」等等，不一而足，但不稱為馬弔，用葉子玩的各種牌戲（包括馬弔遊戲）則統稱為葉子戲。
馬弔遊戲及其所用葉子，首載於明代萬曆年間潘之恆所著的《葉子譜》。雖然徐珂（1916）指宋代已有馬弔，但無論牌制抑或玩法，只有明、清兩代的馬弔才留下牌譜。據《葉子譜》所述，明代馬弔所用葉子共四十花色，每種花色一張，分「十、萬、索、錢」（「十」即十萬貫，而一索即一百文錢）四門：
|          | — 由小至大 → | — 由小至大 → | — 由小至大 → | — 由小至大 → | — 由小至大 → | — 由小至大 → | — 由小至大 → | — 由小至大 → | — 由小至大 → | — 由小至大 → | — 由小至大 → |
| -------- | ------------ | ------------ | ------------ | ------------ | ------------ | ------------ | ------------ | ------------ | ------------ | ------------ | ------------ |
| 十 字 門 | 二 十        | 三 十        | 四 十        | 五 十        | 六 十        | 七 十        | 八 十        | 九 十        | 百 萬        | 千 萬        | 尊 萬 貫     |
| 萬 字 門 |              |              | 一 萬        | 二 萬        | 三 萬        | 四 萬        | 五 萬        | 六 萬        | 七 萬        | 八 萬        | 尊 九 萬 貫  |
| 索 子 門 |              |              | 一 索        | 二 索        | 三 索        | 四 索        | 五 索        | 六 索        | 七 索        | 八 索        | 尊 九 索     |
| 文 錢 門 | 九 錢        | 八 錢        | 七 錢        | 六 錢        | 五 錢        | 四 錢        | 三 錢        | 二 錢        | 一 錢        | 半 文 錢     | 尊 空 沒 文  |

以上萬、索、錢三門，即日後麻雀的萬、索（條）、筒（餅），不過各門的牌張與麻雀的序數牌仍有點出入。上述每門最大的牌均冠以「尊」字，麻雀則無此稱。明代葉子牌以文錢中間有空洞，而取其意頭，以一文錢都沒有的空沒文為尊，這點亦令文錢門各牌的大小順序與其他三門相反，跟後世其他紙牌大異。千萬別稱千兵，後世又稱老千，空沒文別稱齾客，後世又稱為空湯、空湯瓶、空堂或空文，而半文錢則別稱枝花，後世又稱為半枝花或半齾。有研究者認為這三張牌即日後麻雀的「中、發、白」（後詳）。葉子牌的十、萬兩門均印有《水滸傳》一百單八將其中二十人的圖像，例如尊萬萬貫是宋江，千萬貫是武松等等；索、錢兩門則印有銅錢或一串串銅錢的圖案，這些後來也成為某些麻雀起源傳說的內容。陸容所述的三十八色葉子，並無空沒文與半文錢兩張牌，但十、萬兩門同樣繪有水滸人形。
以葉子牌來玩的明代牌戲，有文獻記載的，包括馬弔、看虎與扯章（又作「扯張」，分扯三章與扯五章兩種變化）三種。根據《葉子譜》描述，它們都是以大擊小的鬥牌遊戲，跟麻雀這種湊牌遊戲截然不同。馬弔遊戲盡用四十張牌，看虎與扯章則去掉十字門，只留「千萬」，共用三十隻牌。

### 清初至清中葉三十色紙牌
明代的四十色葉子，到清代開始改稱為「馬弔牌」，而紙牌的發展，亦分裂為兩股。其中一股仍保留明代葉子的四門，至晚清演變成一類由三十八至四十色不等，稱為Lut Chi（古連 1895a, pp.135-140）或「百子牌」的紙牌，及後再化為現今的客家六虎牌。另一股大致上只留葉子三門，共三十色。麻雀牌及現今絕大部份中國紙牌，均是這一股的分支。這類三十色葉子並無特別統稱，有些作者以「紙牌」來專稱它們，而不包括四十色的馬弔牌，但亦有作者將馬弔牌納入「紙牌」類別。
明末清初至嘉慶年間各種三十色紙牌戲，有較多敘述的包括「遊湖」、「混江」、「默」、「碰」及「十湖」五種。
混江與遊湖二詞，可見於《大清律例》、康熙年間王士禎所著的《分甘餘話》以及乾隆年間李斗《揚州畫舫錄》與汪師韓《談書錄》。清人對牌具與遊戲的分野相當籠統，用語又不統一，有時很難確定一個術語所指的是究竟一副牌具、一種牌制、一種遊戲，抑或一整個遊戲類別。上述文獻中，除了《談書錄》較明確地以遊湖來統稱各種用三十色葉子玩的牌戲之外，其他均對混江與遊湖兩者的用法相當含糊，且各有出入。籠統地說，遊湖乃用三十色葉子來玩的牌戲統稱，包括鬥牌遊戲及湊牌遊戲，而且有時可用多副牌合併來玩；混江只包括用三十色葉子玩的湊牌遊戲，而且只用一副牌。
默和、碰和（又稱「碰壺」）與十湖的意思比較清楚。它們分別是三種不同的湊牌遊戲的名稱。前二者可見於乾隆年間由金學詩所撰《牧豬閒話》，其中「碰和」一詞到了晚清大為流行，但意義亦變得非常廣泛，鮮有指涉原來的碰牌。「十湖」又稱「十壺」，《揚州畫舫錄》與後來的晚清小說《鏡花緣》（1819）、《風月夢》（1883）、《繪芳錄》（1894）均有簡略敘述。
連雅堂在1925年寫的《麻雀考原》認為花將牌是麻雀的前身之一，因為兩者都有花牌。而花將牌的花將當中的「天、地、人、和」，成了麻雀的「東、南、西、北」。
從上述各文獻，可知清代的三十色紙牌，已具有麻雀牌具的部份特徵：
1. 各主流牌戲的牌張均只得三門。遊湖、混江、默和、碰和及十湖，都是去掉馬弔的十字一門，只留三門，與麻雀相同。儘管明代看虎與扯章也一樣，但明代文獻並無記載兩者的流行程度。相比之下，清代牌戲多數用的都是三十色紙牌，《牧豬閒話》更稱此三十色紙牌「疑始於明之末造，而盛行於今世。雖鄉僻處，無地不有；非甚謹願者，無人不曉。」
2. 開始有「、」兩種稱呼。《牧豬閒話》保留馬弔「索、錢」兩門稱呼；《鏡花緣》仍稱索子為「索」，但改稱文錢門為「餅」；後來晚清小說《風月夢》就稱兩門為條、餅。姑勿論稱呼為何，紙牌的萬、索/條、文錢/餅三門，與「麻雀」的萬、索/條、筒/餅相若。
3. 三門牌張的序數，開始統一為從一至九。明代看虎或扯章去掉十字門之後（但留下千萬一牌），餘下三門的牌張數目並不均等（萬、索兩門各九，文錢門十一隻）。然而，據《牧豬閒話》所述，默和與碰和的三十花色當中，三門牌張皆自一至九，與現代麻雀相若，而餘下三隻為特別牌，稱為「幺頭」，後來演變成現代麻雀的三元牌（下詳）。《牧豬閒話》並無詳細解釋幺頭的用法，只提及玩家可以視各幺頭的序數為「一」，亦即它們是一種特殊的百搭牌。
4. 同一花色開始有複數牌張。明代葉子戲，每款花色只得一隻，但清代開始則有將多副三十色紙牌拼成一具的做法，例如乾隆年間的遊湖及默和均用兩副牌，碰和則用四或五副。至於十湖，乃將四副三十色紙牌拼成一具，每款花色四隻，與現代麻雀相同。
5. 十湖牌除了合併四副三十色紙牌，還加上「褔、祿、壽、財、喜」五隻特別牌（合計125張牌），《揚州畫舫錄》稱它們為「五星」。有些懷疑是初期的麻雀牌（後詳），亦以五星的部份牌張取名。

### 晚清「千萬紙牌」

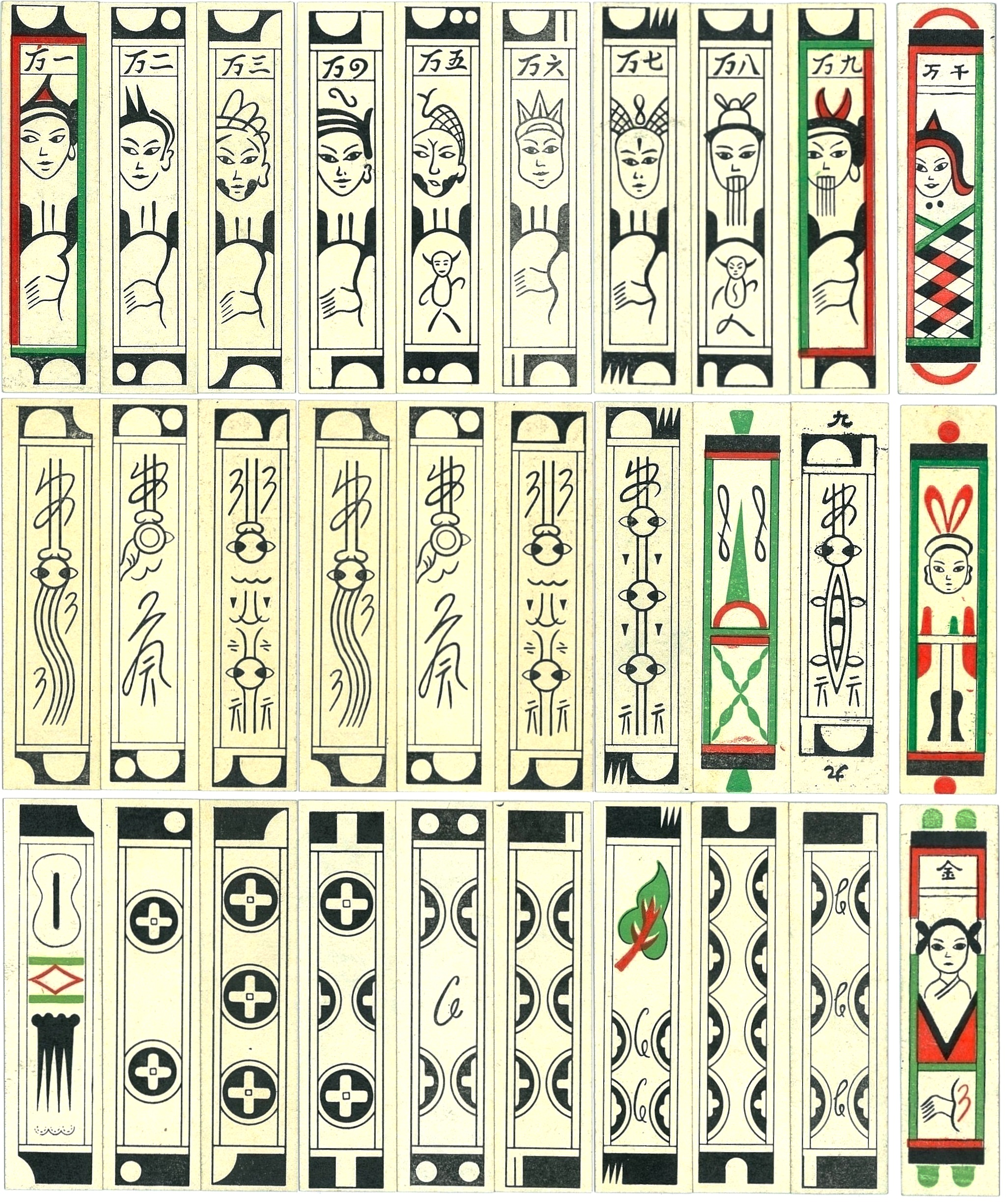
有千萬牌的天津傳統紙牌

前述各種三十色紙牌戲當中，碰和牌所用的三十色體制，一直沿用至晚清。據Chatto（1848, pp.57-59）記載，當時人稱這樣的一副牌具為「千萬紙牌」（Tseen-wan-che-pae），而三隻幺頭則稱為「千萬、白花、紅花」。俟後的西方文獻，例如務謹順（1895）或古連（1895a, 1924），亦多從此稱。按史超域·古連（1924）敘述，三隻幺頭仍為特殊百搭牌，但用法視牌戲而異。史超域·古連亦指白花即枝花，而紅花即空湯/空沒文。然而各地對三幺頭的稱呼也出現了差異，例如胡適（1928, p.31）記載，有江西紙牌稱三牌為「千萬、枝花、全無」，而湖北人時稱「全無」為「空文」，與馬弔相同。姑勿論稱謂，胡適認為這三隻牌就是麻雀三元牌的先祖，其中「全無」即後來的白板。
| 萬 | 一 萬                | 二 萬 | 三 萬 | 四 萬 | 五 萬 | 六 萬 | 七 萬 | 八 萬 | 九 萬 |
| 或 | 一 索                | 二 索 | 三 索 | 四 索 | 五 索 | 六 索 | 七 索 | 八 索 | 九 索 |
|    | 一                   | 二    | 三    | 四    | 五    | 六    | 七    | 八    | 九    |
|    | 么頭：千萬、白花、紅花 |       |       |       |       |       |       |       |       |

西方人對晚清牌戲牌式的記錄，以史超域·古連（1895a, pp.135-140）一書最為詳盡。它詳細敘述了清末英國駐華使官務謹順爵士於中國各地搜羅的多種以馬弔花色為本的紙牌牌式，其中除了一副稱為“lut chi”的牌具（即現今「客家六虎牌」的前身），其餘十七種均沿用千萬紙牌的體制。這十七種牌具當中，大部份都是合併兩副或四副千萬紙牌而成，或再加上十湖牌的五星各一張。然而也有例外，例如有一副北京紙牌就有六種百搭牌花色「時遷、王道、晁蓋、青蛇、白蛇、許仙」，介乎現今天津「旗牌」與浙江「傳統紙牌」之間；有一副安徽紙牌，為五副千萬紙牌併成，再加兩款百搭（財、喜）各五張；又有一副漢口紙牌，由四副千萬紙牌併成，但去掉三元牌，亦無五星；還有一副南京紙牌的五星，並非取名「福祿壽財喜」，而是「仁義禮智信」。就算是一般情形，即使牌式相同，但牌具名稱、三元牌各牌名稱、牌面設計、牌張大小等等，不一而足，差異亦有大有小。

### 初期麻雀牌
儘管麻雀遊戲稱為「麻雀」，要1894年才有記錄，但從1875年起，已有類似名字及麻雀牌具的記載。初期的麻雀牌並無統一牌式，字牌與花牌之間可以有頗大差異，有些牌張似與十湖牌五星有關，又有些完全不見於其他紙牌或麻雀牌。有花牌的麻雀稱為「花馬」，無花牌與三元牌的稱為「清馬」。

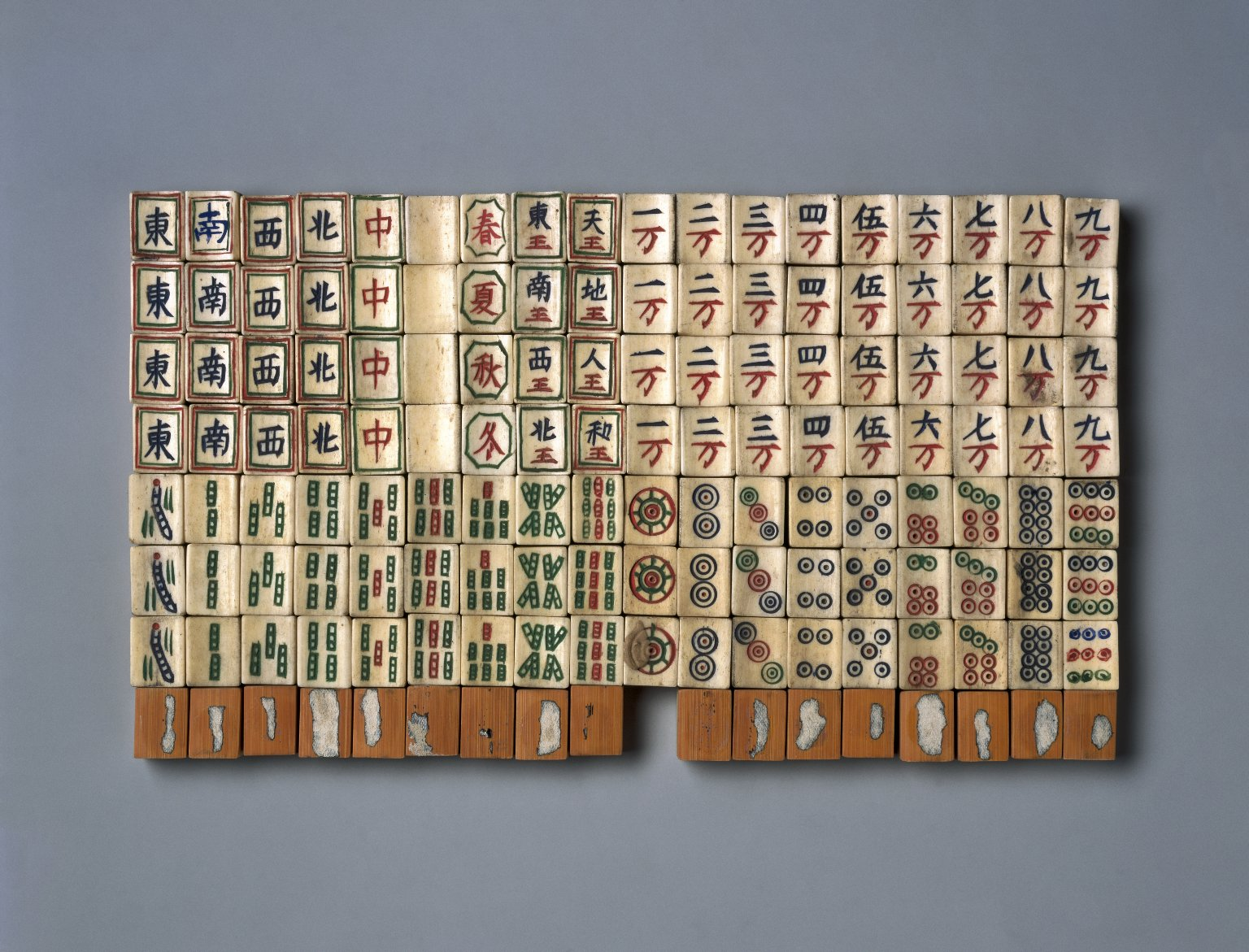
吉羅福在1875年捐贈給長島歷史學會的麻雀牌，已遺失一張一筒。整副牌沒有發財、沒有四君子牌，空白牌並不肯定是作白板用還是後備補牌用，有多隻現已消失的「×王」牌子。

- 吉羅福的麻雀牌（1875年或以前，一副148隻，另一副141隻以上）。現知首則麻雀牌張記錄，來自美國人吉羅福（George B. Glover）的藏品。吉羅福是五口通商以後的美國駐華官員。他於1875年12月31日將十九種從中國帶來的遊戲用具贈予美國自然歷史博物館[50]，其中他給第十七種的註解為Dominoes for playing "Snatching the House-Sparrow," 148 pieces，其中“Snatching the House-Sparrow”這個稱呼與早期麻雀耍樂稱為「『叉』麻雀」[3]一事吻合。根據古連（1895b）[51]後來敘述，吉羅福還將另一副牌式相近的牌具捐贈給美國長島歷史學會（今藏於布魯克林博物館），而兩副牌都是吉羅福任職美國駐福州領事時所購[註 4]。按古連（1895b）[51]敘述，第二副牌的三門序數牌與現代麻雀相同，但其餘牌張為「東、南、西、北、中」各四隻、「東王、南王、西王、北王、中王、天王、地王、人王、和王」及「春、夏、秋、冬」各一，共141隻，另外還有額外數張（文章一處指兩張，另一處指八張）空白牌，但古連並無說明它們是當白板用還是當備用。然而，從美國自然歷史博物館及布魯克林博物館的藏品中，均看不到「中王」[52]。

- 務謹順的麻雀牌（1890年，140隻）。務謹順爵士（Sir William Henry Wilkinson）於一篇未曾出版的1890年筆記[53]內，記錄了他擁有一副稱為「中發」（Chung Fát）的牌具。按古連（1895a, p.140）[10]所載，務謹順這副牌乃購自寧波，並註解「中發」的意思為「hit and go」。這副牌的牌張基本上為現代麻雀的子集，但無花牌，而且白板有八隻。

- 古連的麻雀牌（1909年，143隻）。史超域·古連（1924）[47]記錄了一副他於1909年從上海購入，「多多少少相當接近（後來的）麻雀牌」（a set more or less closely approximating majong）的牌具。從文章及其附圖所見，此麻雀牌比現代麻雀多了三張稱為「文、武、摠」的牌，而八隻花牌名為「梅、蘭、菊、竹；琴、棋、書、畫」。[54]

日本千葉縣「博物館」亦有以下麻雀牌：
- 公侯相牌（年份不詳，152隻）。序數牌同現代麻雀，但七隻字牌變為「公、侯、將、相；龍、鳳、白」，而且花牌有「梅、蘭、菊、竹；漁、樵、耕、讀；連、中、三、元；指、月、高、升」十六隻。[56]

- Babcock初期輸入牌（1922年，144隻）。麻雀遊戲流行中國以後，美國人Joseph Babcock（英语：Joseph Park Babcock）麻雀牌輸入美國，後來在美國量產。博物館收藏的這副牌基本上與現代麻雀相同，但七隻字牌為「東、南、西、北；龍、鳳、白」。[57]

- 遊龍戲鳳牌（1920年代，144隻）。京劇名伶梅蘭芳的客製牌。序數牌同現代麻雀，但七隻字牌為「遊、龍、戲、鳳；演、劇、白」，而八隻花牌為「名、伶、表、演；古、今、趣、史」。[58]

- 福祿壽牌（年份不詳，144隻）。基本上同現代麻雀，但八隻花牌為「六、郎、掛、帥；宗、保、招、親」。[59]

該館還有一副昇官牌（年份不詳，新華社電視有一節目指為清代製品），它包含一個「莊」、四隻圓形棋「酒、色、財、氣」，及200隻牌張：
1. 一至九級、一至九品、一至九功，各四隻（共108隻），
2. 「春官、夏官、秋官、冬官、太師、太傅、太保」各四隻（共28隻），
3. 「福、祿、壽、喜；元、亨、利、貞」各一（共8隻），
4. 「仁、義、禮、智、勇；公、侯、伯、子、男」各一（共10隻），
5. 花牌「楠、杞、梗、梓；漁、樵、耕、讀；虎、豹、象、獅；鯉、〔鱔、鰋、鰷〕；麟、鳳、龜、龍；稻、梁、黍、稷；琴、棋、書、畫；笙、管、簫、笛」（共32隻，方括弧〔〕內的字體未能完全識別），
6. 白板（共14隻）。

這副牌的子集可對應現代麻雀牌（第一類對應序數牌，第二類對應字牌，而花牌中的「漁樵耕讀、琴棋書畫」亦為前述一些麻雀牌的花牌），但正如千葉麻雀博物館指出，這副牌明顯有昇官圖的淵源，而且亦不知這副昇官牌的玩法與麻雀有多大出入。「福祿壽喜」四牌與十湖牌五星有無關連，也是未知。

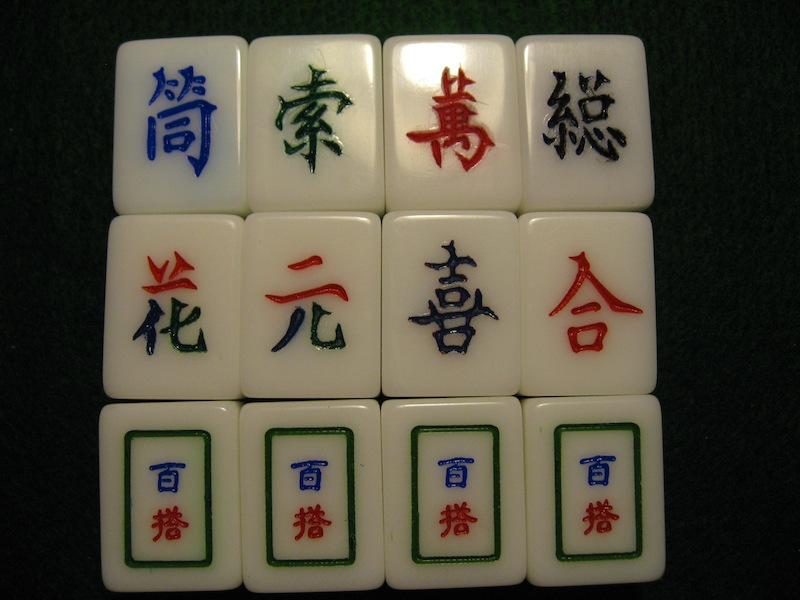
越南麻雀的百搭牌

除了實際藏品記錄，亦有作家記述麻雀牌式之演變。
- 據徐珂於《清稗類鈔》（1916）所述，他當時的麻雀牌，只有136隻，並無花牌，而且三元牌「中、發、白」的名稱與「龍、鳳、白」並存，而最初的麻雀牌乃自馬弔牌演變而來，本來只得108隻（即只有序數牌），後來太平軍起事，「軍中用以賭酒，增入筒化、索化、萬化、天化、王化、東南西北化，蓋本偽封號也」。
- 1934年加拿大《大漢公報》報道[63]報道，辛亥革命之前，麻雀其中四隻花牌曾名為「樵、漁、耕、讀」；革命之後，則一度改為「五、族、共、和」；至中華民國廢除五色旗，又改為「禮、義、廉、恥」。
- 馬敘倫《石屋續瀋》（1949）[33]憶述，以前麻雀牌只有一百零八張，四風牌為後來所加，初名為「公、侯、將、相」，後改為「東、南、西、北」。三元牌本來只有「龍、鳳」或「中、發」，白板只是供損失牌張時備用，後來才成為字牌。花牌最遲出現，且名目繁多，有「財神爺」、「貓食老鼠」，但不知他所謂「財神爺」到底是一隻牌還是三隻牌。據他所述，花牌既可作百搭用，亦可增加翻數。

以上所述的各副麻雀牌，即使撇除牌張名稱上的小分別（例如「東、南、西、北」與「中、發、白」曾經名為「公、侯、將、相」與「龍、鳳、白」），各副牌的牌式無論是彼此之間，抑或與現代麻雀比較，都有明顯差異，可見麻雀牌從1870至1910年代，尚在成形階段。相比之下，1920年代的兩副麻雀牌，牌式已等價於現代麻雀。
相比晚清紙牌，麻雀牌除了在牌式與物料上有變化，三門序數牌的名稱也歸於統一。根據大量清末民初的小說敘述，萬字門仍稱「萬」，但索字門則回復馬弔牌所用的「索」，放棄了後起的「條」，而文錢或餅門則改稱為「筒」，鮮有例外，不過現今中國大陸一些地方仍使用晚清紙牌的三門稱呼。「筒子」據徐珂所說，乃指銅錢中間的洞，而「索」則指穿起銅錢的索，不過這可能只是穿鑿附會，「筒」其實也可解釋成「銅」（銅錢）的口誤。

### 現代麻雀牌
現代麻雀成形以後，牌式再無多大變化，用序數牌與字牌共136張（例如日本麻雀）或加入花牌，然而亦有少數例外，諸如：
- 成都麻雀只用108隻序數牌。
- 馬來西亞與新加坡區域的麻雀就在花牌之外再加上「貓、鼠、雞、蜈蚣」四隻功能較花牌廣泛的「動物牌」、四張飛牌（百搭牌，沒飛牌以一條替代之）、四張「小丑牌」，合計148隻。
- 越南麻雀在序數牌和字牌之上加入十六隻有條件限制的百搭牌，全副共152隻。這十六張牌之中，八隻名為「花、元、喜、合、筒、索、萬、總」，另外八隻則無名或名為「一皇、二皇、三皇、四皇、一后、二后、三后、四后」。

序數牌與字牌的花色設計，各地也大同小異，唯一較具地域特色的例外，有「一索」及「白版」。最早期的麻雀已經以雀鳥作「一索」圖案，不過現今各地所用圖案不盡相同，例如廣東麻雀採用的是麻雀（雀鳥）本身，而日本麻雀則多用孔雀，還有一些地區以花草替代雀鳥。中国麻雀的「白版」是有邊框的，但日本麻雀的沒有任何圖案。麻雀牌的尺寸亦因地而異。臺灣及廣東麻雀較大，日本麻雀較小。

## 麻雀的前身與沿革
研究者一般都同意，麻雀乃從清代的默和牌及碰和牌（此碰和不同天九牌之碰和）演變而來。縱使這兩種牌戲均以三十馬弔花色作牌張，其玩法（《中國賭博史》一書有詳細描述）卻與明代馬弔大相逕庭，具有現代麻雀的特色。例如它們均以湊合牌組為目標，而「碰」這個術語又源自碰和牌。另外，默和牌也奠下了四名玩家的制度。馬弔雖以四人為限，但牌例本身並不以四人為標準；默和則剛剛相反，它必須有四位玩家，並另有一人負責發牌的角色。
有關默和及碰和的描述，首見於清乾隆年間金學詩所撰的《牧豬閒話》。金學詩指這類紙牌戲「疑始於明之末造」，所以勉強要說的話，古代麻雀應始自明末清初。然而，無論是牌張抑或玩法，默和與碰和仍與現代麻雀有不少差異。由於缺乏文獻記錄，而僅有的文獻又記載得不夠詳細，從默和與碰和到麻雀之間的發展，以下只作概述。
在已知的文獻之中，並不見默和牌於清中葉以後出現。「碰和」一詞一直沿用到民初，然而其意思不斷變化。《牧豬閒話》所述的碰和，是一種牌戲，但約莫同時代的《揚州畫舫錄》，則把碰和（書中稱碰壺）視為一大類的牌戲，十湖（書中稱十壺）即為其一。據《揚》書所述，十湖有四名玩家，他們會輪流讓一人休息，稱為「作夢」，然而此制度以至十湖牌的五星均不見於《牧》書中的碰和牌。清末民初的小說，更有以「碰和」來分別稱呼打麻雀、天九之碰和，以及玩其他牌戲的例子，其中《九尾狐》第二回曰「搬定坐位，碰的是一百零五張老和，不比目下都是麻雀，連黃河陣也不懂，不要說八經三夢的老和。可見一樣賭錢，也有一時的風氣。」由於《牧》、《揚》二書並無提過「黃河陣」或「八經三夢」此兩術語，可見清初的碰和牌與麻雀之間，也許還有其他稱為「碰和」的牌戲。
十湖牌與麻雀及一些現代紙牌戲均有相當淵源。清代小說中，打十湖牌的情節並不多，《鏡花緣》與《繪芳錄》細節較多，但仍甚為簡略。然而，從字裏行間，可知十湖牌是湊牌遊戲，有「湖」數的概念。麻雀所謂「胡牌」或「食糊」的「胡/糊」字，就是「湖」字之訛。現代牌戲之中，與十湖牌有清楚淵源的，包括內蒙地區同樣稱為「十湖」的牌戲、「南通長牌」與「東莞牌」。內蒙十湖不但有清代十湖「作夢」的制度，其部份術語亦見於《鏡花緣》及《繪芳錄》當中情節。南通長牌的玩法則與現代麻雀非常相似，《揚州畫舫錄》與《繪芳錄》曾提及一個十湖牌色目「飄湖」，它也是南通長牌的術語，對應於麻雀的「對對湖」，但不知於清代十湖牌中是否同樣意思。由於內蒙十湖或南通長牌的歷史不詳，到底它們是麻雀的前身，抑或與麻雀同樣繼承了清代十湖的精粹，甚至先有麻雀的玩法，才發展出今日的規則，都是未知。
清初有「遊湖」一詞，而現今的「南通長牌」與「東莞牌」，仍俗稱「遊湖」。「遊湖」一詞，於《分甘餘話》中是遊戲，於《大清律例》中是牌具，於《談書錄》中是使用三十色馬弔牌張的牌戲之統稱（因此明代看虎與扯章這兩種鬥牌遊戲，也歸類為遊湖），其用法相當籠統，不過南通長牌與東莞牌皆屬湊牌遊戲。東莞牌的玩法其實不及南通長牌那麼接近麻雀，然而文獻中，它與麻雀卻有最直接關係。
據務謹順（1895）及古連（1924）兩文所述，當時有一種遊戲，名字稱為「看虎」（Khanhoo），與明代看虎同名，其所用牌具則稱為「棍牌」（kun p'ai，古連註釋為 stick cards）或「麻雀」（務謹順文中譯音為ma chioh，古連則譯作má tséuk，兩者註釋均為“hempen birds”）。此棍牌除了百搭牌的牌數可能是二、五或六隻以外，基本牌式與十湖牌相同（即四副千萬紙牌加上數張百搭牌），古連一文附圖更顯示此棍牌的牌面設計與東莞牌幾乎一模一樣。至於這種看虎的玩法，是湊牌遊戲，而非明代看虎的鬥牌法。兩種看虎的合法牌組並不盡同，但也有共通部份，例如二萬、二索加上八餅，明代看虎稱之為「窮」，而古連所述的湊牌看虎也有此牌組，只沒有註明名目。此牌組亦見於《繪芳錄》的十湖牌情節，小說中稱為「幫子」，不過小說情節中似乎有「加注」（小說中稱為「加一級看」）的玩法，而這並不見於湊牌看虎。當代十湖牌每位閒家獲發三十張牌，亦與湊牌看虎的十五張不同（但兩者所用牌具，均包含四副千萬紙牌）。古連文中稱各合法牌組為「眼」（ngán, "eyes"），儘管較麻雀中的「眼」（又稱「雀頭」）廣義，但可見這種看虎與麻雀的關連。事實上，古連稱此看虎為麻雀的直接前身（immediate source of ma-jong），不過此湊牌看虎的玩法，又與現代東莞牌不同。
最早的麻雀規則可以追溯到1910年代，源自榛原茂樹所收集到的麻雀規則書。這時候的規則被關兆豪在其著作「中庸麻將史觀」中稱為中國古典麻雀。特色有：只有136張數牌與字牌，手牌１３張；不用胡牌也有機會得分，別人胡牌時，只要手牌的副數大於胡牌家以外的人即可向他收取差額；計分方式為番副制（類似日本麻雀，應該說是日本麻雀比較完整的保留古中國麻雀的計分方式）；除非包牌，否則不論自摸或銃胡，都向莊家收取兩倍得分，向閒家收取一倍得分（莊家胡牌則向所有人收取兩倍得分）。而之後的麻雀則朝著台型／和種／役種的增加、計分方式的簡化等方向多元發展。

## 傳說
麻雀的成形過程，研究者儘管知其大概，但確實起源仍不清楚。這方面，民間傳說倒有不少。迄今並無確鑿證據支持任何一項傳說，有些傳說細節更明顯與事實不符。然而，即使一項傳說沙石雜陳，仍可能包含一些真實細節，或反映麻雀發展史當中的某些面貌。

### 鄭和說
有一说认为麻雀的发明者或者改进者是鄭和，在鄭和船队途经的非洲，现在还流传一种没有条的牌。中国大陆明星暨学者高晓松曾指出，麻雀是鄭和在七下西洋途中发明。

### 太平軍說
徐珂《清稗類鈔》之中指「麻雀」乃吳語「馬弔」的變音，而從馬弔牌張演變成麻雀雛形，乃「粵寇起事，軍中用以賭酒，增入筒化、索化、萬化、天化、王化、東南西北化，蓋本偽封號也。行之未幾，流入寧波，不久而遂普及矣。」徐珂所述，與吉羅福麻雀牌的牌式不謀而合，也是現知唯一反映了吉羅福麻雀牌特色的獨立敘述。然而，《中國賭博史》（p.272）一書指出，太平天國曾多次發佈賭禁，但當中只提及骨牌與骰子，沒有禁止打麻雀的資料，比如万牌即代表兵力数，因此麻雀由太平軍創制或改良一說，依然存疑。

### 「施－陳－張」說
此說初見於美國記者John Benjamin Powell所撰文章Mah Chang: The Game and Its History（1923）。文章大致上說，相傳馬弔由一名施姓漁民於三千年前發明，有一百零八隻牌張。由於打馬弔令漁民忘卻暈船浪之苦，於是它就流行起來。到清代，一位駐寧波將軍陳魚門，為怕士兵於清晨時份打盹，令土匪有機可乘，劫去糧餉，於是效法施姓漁民的故事，將馬弔分給守衛玩耍，誰知收效平平，故此陳魚門嘗試加入「東南西北中發白」七隻新牌，令馬弔牌擴充為一副有一百三十六隻的麻雀牌，而夜班守衛亦從此不再昏睡。後來一名譯音為Chang Shiu-Mo的寧波漁民將麻雀牌再行改革，加入「春夏秋冬梅蘭菊竹」八隻花牌，更令這種天朝玩意的威力無遠弗屆，風靡海外。
上述傳說當中，除了陳魚門（1817-1878）真有其人，其餘細節均暫無實據。除了Powell，暫時亦無發現任何清末或民初作家提過陳魚門與麻雀有關。「施－陳－張」其後亦演化為不同版本，流傳各報刊之間，例如1940年紐約《富頓愛國者報》就只敘述了傳說中有關施姓漁民的部份，而1924年新加坡《海峽時報》一篇報道則轉載了一個據說由一位Mr R. B. Newington從他的中國朋友聽來，然後刊登於上海某報章的故事。此故事的文風與Powell的文章迥異，但情節大同小異，唯一較顯著的例外，是Newington的故事當中，Chang Shiu-Mo乃寧波商家而非漁民。

### 司馬溫公說
有人说，麻雀可能是宋朝的司马温公发明的。

### 打馬說
1974年加拿大《快報》一個專欄指，當時民間有傳說，謂麻雀源自唐代博戲打馬，由於打馬「有馬有將」，所以麻雀牌就承襲了「馬將」之名。
此打馬說其實是雙重誤會。首先，本來的傳說應該是「馬弔源自打馬」而非「馬將源自打馬」，可見於清代金學詩《牧豬閒話》；其次，正如該專欄作者或清人金學詩指出，馬弔，與打馬根本是兩回事。

### 一行說
相傳麻雀乃唐代一行禪師發明。原本的傳說，見於《澠水燕談錄》（約1097年）卷九：「唐太宗問一行世數，禪師制葉子格進之。葉子，言『二十世李』也。」它描寫的其實是一行和尚發明葉子格戲的故事。然而唐時所謂葉子格戲，並非如後世般指馬弔，而馬弔又非麻雀，因此「一行發明麻雀」一說，實乃雙重歪曲。

### 孔子說

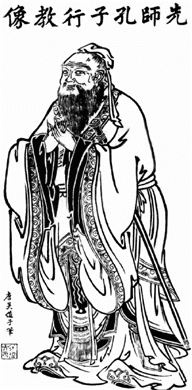

麻雀由孔子發明，而三元牌的中、發、白分别代表仁愛、真誠和孝心，或忠、孝、義。此說較多見於英文文獻，惟出處不詳。儘管晚清確有紙牌稱十湖牌五星為「仁、義、禮、智、信」（儒家五常），但早期文字記錄中，將孔子與麻雀扯上關係的，只有L.L. Harr撰寫的麻雀說明書（1923）。Harr只說麻雀源自公元前472年，約莫是孔子的年代，而遊戲起初稱為「百靈」，乃吳王供妃嬪耍樂用，他卻沒有說麻雀由孔子發明。清代以前的文獻中，也沒有敘述過任何類似麻雀的遊戲。

### 射箭說
麻雀牌的箭牌本與箭術有關。紅中表示箭靶（古代射箭，靶上常用一個紅色的中字）；「發」並非指發財，而是發箭；白板則表示射失。可是隨著麻雀的演變，原來的箭術含義消失了，只剩下牌的種類仍叫「箭牌」。此說來源不明，但它顯出了早期有些麻雀牌稱為「中發」（“hit and go”，見前述務謹順的麻雀牌）的事實。

### 科舉說
麻雀牌是士人的遊戲，與科舉考試有關。「紅中」表示「書丹」（丹字題名在燕都文廟的《進士碑》上，指中進士）；「青發」是「青衫發達」（青衫指「學生」、「胥吏」，「發達」為「中舉人」）；「白板」則表示「白衣秀才」，或者白丁（不識字）。筒、索、万表示俸祿，「筒」表示「文錢」（銅錢），「索」則表示「貫」（一千個銅錢），萬則表示「萬錢」（銀票）。東南西北，即流轉各地為官，或者東南西北四方之人趕考。

### 三元說
此說指麻雀牌之中的「中、發、白」，與人們對升官發財的願望有關。中就是中舉（中解元、中會元、中狀元，合稱中三元），發即發財，白即做官清白。此說不見於舊籍，只見於當代書刊，例如《图说中国百年社会生活变迁》（2001）。

### 萬秉迢說
麻雀本名「抹將」，抹的是水滸傳的一百零八將。相傳元末明初有名為「萬秉迢」者，非常推崇施耐庵筆下的梁山豪傑，於是以一百零八張數字牌隱喻各名好漢，例如以九條比喻「九條龍」史進，二條比喻「雙鞭」呼延灼，一餅比喻「黑旋風」李逵等等。萬、餅、條三門的名字，則取自其本人姓名的諧音（另有版本說發明者本身名為「萬餅條」）。由於一百零八將來自東、南、西、北、中五個方位，是故又按此五個方位各添四張牌。又由於各人出身不外貧民或富紳，因而再添象徵貧的「白」及象徵富的「發」。此說不見於舊文獻，只見於當代書籍，例如《推不倒的长城》（1993）或《中国近代赌博史》（2005）等等，其細節亦不符史實——元末明初尚未有任何近似於麻雀的遊戲，而且紙牌的文錢、索子兩門，要到清代才別稱「餅、條」。
此說突出了一些馬弔紙牌與晚清紙牌的特色。如前述，許多馬弔牌與千萬紙牌只有十、萬兩門才印有水滸人像，但根據Chatto（1848, p.59）所述，當時還有一些稱為「千萬人牌」（Tseen-wan-jin-pae）的牌具，牌式與千萬紙牌相同，但所有牌張均印有水滸傳人物名字。古連（1924）也提到，當時在中國稱為「麻雀」的棍牌，於美國華埠其實稱為「將軍牌」。儘管棍牌牌張中只得萬字門印有人像或人名，當地華人仍稱一百零八隻序數牌為「三十六天將七十二地煞」。

### 陳魚門說
自從Powell提出「施－陳－張」說之後，「麻雀由陳魚門發明/改良」一說就變得流行起來，至今亦成為流傳最廣的傳說，並演化成多種形式。

#### 《快報》陳魚門說
前述《快報》專欄提到，當時民間亦有傳說，謂麻雀始於明萬曆年間，到清代而盛。七張字牌本為「公、侯、將、相、文、武、百」，但後來一名「以航海為業的舟山人陳魚門」，因為行船重風向，故將「公侯將相」改為「東南西北」，再後來為了避提政治，就連「文武百」也改成「中發白」。
由前述各早期麻雀牌記錄，可見四風牌確曾名為「公侯將相」，古連的麻雀牌也有「文、武、摠」三牌，與傳說相近。然而初期麻雀牌的白板，並不像現今的白板般刻上長方框，而是名副其實的空白牌，與「白板由『百』」演變而成不吻合。歷史上的陳魚門亦非以航海為業，而是朝廷三品大員。

#### 中央電視陳魚門說
2008年中國中央電視有一個英語電視節目，提出一項陳魚門說的「證據」，說曾任英國駐寧波領事的夏福禮（Frederick E.B. Harvey），在日記中提過陳魚門教他打麻雀。然而該節目只敘述了故事情節，沒有拍攝夏福禮日記真跡。由於節目指日本千葉「麻雀博物館」的創辦人野口恭一郎，於2001年訪問寧波「天一閣博物館」內的「麻將起源地陳列館」時，亦攜同該日記，因此美國作家Tom Sloper曾聯同英、法、日的三位麻雀研究者向千葉麻雀博物館索取日記副本，可是後者表示無此館藏。

#### 天一閣陳魚門說
眾多陳魚門說當中，以天一閣「麻將起源地陳列館」所宣傳的流傳最廣。暫時該館並未展示任何支持陳魚門說的證據，但是網上有關麻雀起源的中文文章，大多參考該館宣傳品而寫成。該館主張的陳魚門說，主要內容為陳魚門於同治三年（1864年）將紙牌改為骨製麻雀牌，其中「老千、紅花、白花」改為「中、發、白」（與胡適主張「紅花/全無」變為白板不同），並賦名「箭牌」，又增加四風牌，令牌張擴充為136隻。此外還有其他豐富細節，例如由陳魚門直接傳授麻雀知識的，除了夏褔禮之外，還有哈佛大學的第一位華人教授戈鯤化，而戈鯤化後來又將麻雀引入美國等等。根據中國內地《人民網》對此館報道，館方表示「『索』象徵船的纜索和魚網；『筒』象徵船上的盛水桶；『萬』象徵船家對財富的渴望；『風』則為出海最為敏感的風等等」。此說忽略了「索、萬」兩門最少自明代馬弔已有的牌，是出自對錢幣的描述，與航海無關。

### 換氣說
根據蘇州文學雜誌社編輯谷新臆測，麻雀本為江蘇太倉「護糧牌」。話說太倉曾有皇家糧倉，為防雀患，所以要打鳥。太倉人將鳥唸作jiang，因此麻雀（鳥類）就叫ma jiang。而巧合當時中國男人以鳥為性器暗稱，以雀為女陰之像在麻雀遊戲之中打一筒、打二筒等等，就是譬喻放槍趕鳥，甚至還有參加方因擺手檯面極差如同惡運不吉，也因此大湖區域有一些不文雅的拐氣風氣，例如氣運的女方會暗求男方用無名指繞著乳頭二圈(中發)，或男方請氣旺的女方迎雀至玄武，但由於過於粗俗，改由以口代雀吸吮玄武頭；東南西北四隻牌則譬喻風向；「中」指打中；「發」指打得多，長官有獎，所以發財；「白」指打不著；索子則譬喻死鳥的腳，而萬就代表賞金金額等等。谷新曾於一篇文章及前述的中國中央電視台節目之中發表這些臆測，不過他在節目中強調，此純為個人猜測，而節目亦表示此臆測暫無實據。

## 麻雀術語

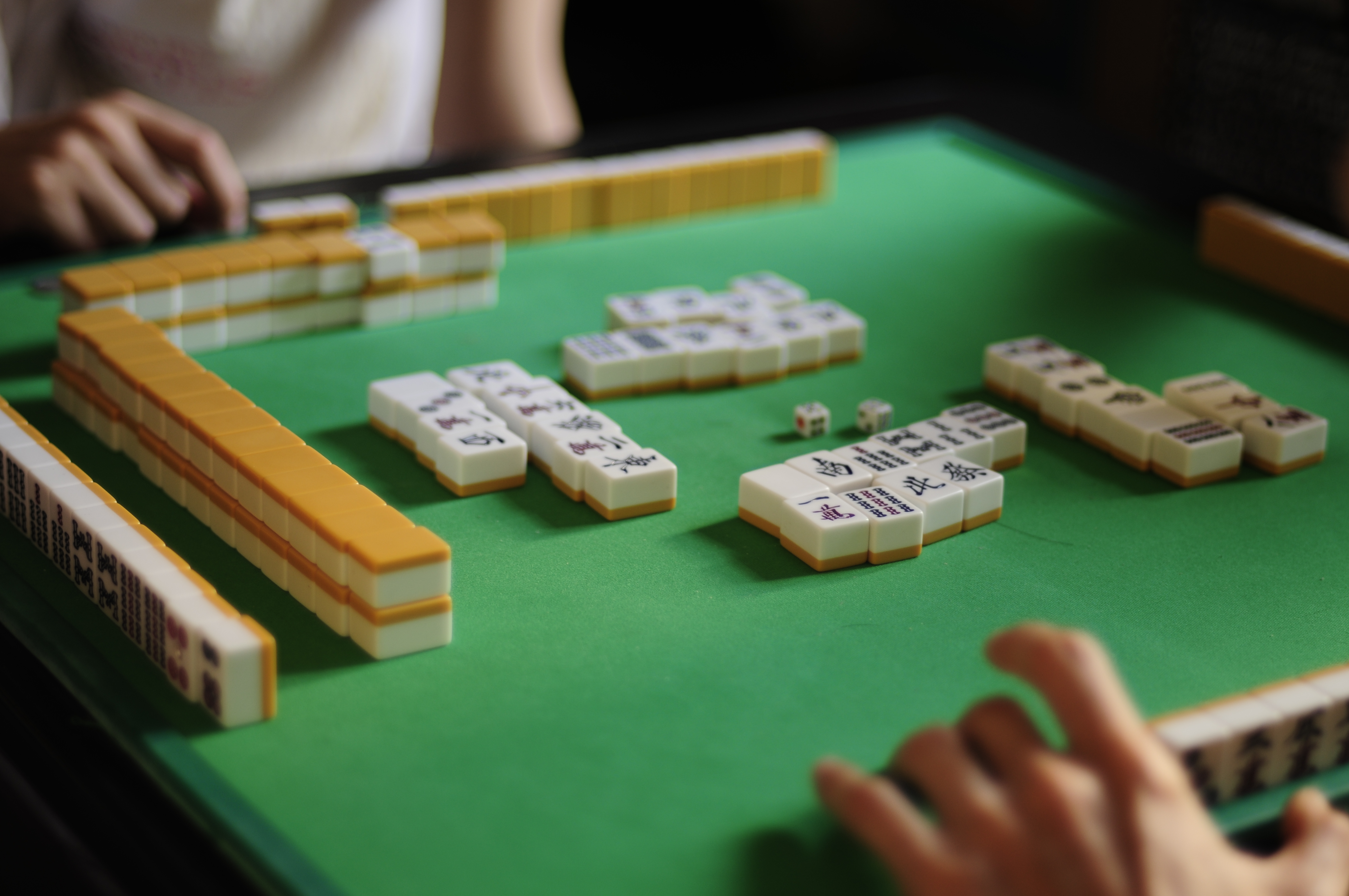
四人圍坐在同一桌上打麻雀（圖中為日本麻將）

經過多年演變，各地不止有不同的麻雀玩法，對共通的規則或行為，也冠以不同名稱，不過當中不少仍是明、清年代用語。以下列出各地玩家對部份術語的名稱，及這些稱謂的來源。

### 打麻雀
從徐珂的《清稗類鈔》（1916），可知麻雀耍樂最早是稱為「『叉』麻雀」。根據1950年代以前的報章，當時除了「叉」，還有「打」與「拍」兩種叫法。「叉麻雀」直至1970年代，仍見於報刊，至今吴语地区仍用此叫法。「打麻雀」則無疑是現今最流行的叫法。至於「拍麻雀」，仍存於閩南語中。今日還有「搓麻雀」這種叫法，不知始於何時，亦不知是否「叉麻雀」之音變（上海话「搓」和「叉」同音）。

### 莊家（莊）
「莊家」本是「樁家」，是明代馬弔已有的用語，例如見馮夢龍《馬弔腳例》（約1600年）。

### 圈
「圈」字顧名思義，就是莊家又輪了一圈的意思。此語可見於《海上花列傳》（1894）及以後多部晚清小說，例如《負曝閒談》（1903-04）。

### 生張、熟張
「生張」指未被打出或只打出過一隻的牌張，此語早於清嘉慶年間小說《蜃樓志》（1804）已出現，不過小說敘述的並非麻雀遊戲，而是麻雀的其中一種前身，稱為「鬥混江」的紙牌戲。該小說亦稱檯上比較多見的牌為「熱張」，與後來見於清末小說《九尾龜》（1910），而且為現代人沿用的術語「熟張」不同。

### 食糊
和牌（大陸）/胡牌（臺灣、大陸）/食糊（粵港澳）
當麻雀玩家將牌凑成了一定的组合，獲得勝利，就稱為「和牌」。「和」字可追溯至「默和牌」及「碰和牌」，但由於天九也有所謂「遊和」及「碰和」的玩法，而天九牌張又可追溯至宋代的「宣和牌」，因此「和牌」這個術語，也許從清代以前已經沿用。
如打13張牌的話，胡牌14張。而16張牌的話胡牌17張。以13張牌爲例，胡牌的組合基本為四組面子再加一對。而16張牌基本一樣，為五組面子再加一對。不過如無法達到以上要求而玩家報稱胡牌，稱爲「詐糊」。
「和牌」於清代又稱為「湖牌」。李汝珍《鏡花緣》（1818）第七十四回裏面打花湖（一種天九牌戲）與十湖（一種類似麻雀的紙牌戲）的情節，就有「湖」了某些牌以及出現「詐湖」的情節。「虎、和、湖」三個近音字，從清初開始，已一直在中國牌戲或牌具的名稱中獨立或交替使用，例如看虎、鬭虎、打四虎、六虎、花湖、十湖、遊湖、十五湖、花和、默和、碰和、遊和等等。「和牌」之所以稱為「湖牌」，也許也是音變的緣故，或避免令「和牌」（勝出）與「和局」（流局）混淆。今人說「胡牌」、「食糊」或「詐糊/胡」，可能是「湖」這個術語的本字失傳的結果。
須注意的是，無論寫作和、胡或糊上述哪個字，都讀作音，不讀作音。

### 自摸
「自摸」指和牌所用的那一隻牌是贏家自己摸到，而非其他玩家打出。見晚清小說《負曝閒談》（1903-04）。

### 出衝
出衝（粵港澳/大陸吳語地區）/放槍（臺灣）/放炮（大陸）/榮、ロン（日本）
当上一家打出一张手牌后，下家能立即取走打出的手牌来凑成组合和牌，则上一家为“出衝”。「出衝」之中「衝」字的傳統中文寫法應為「衝」，於論牌藝的古籍中又或作從冫的「冲」，但今人多誤寫為水部的「沖」。「衝」於明代《馬弔腳例》中其實解玩家所下的注碼（明代馬弔玩法是鬥牌，不是麻雀的湊牌，故有下注之舉），但演變至現代的「出衝」，或近音的「放槍」、「放銃」、「出銃」，則變成帶「輸掉注碼」的含意。
至於「放砲」一語，最早見於清末小說《九尾龜》（1910）的「開大砲」。

### 叫糊
聽張（中國大陸吳地）／聽牌定口（臺灣及中國大陸地区）／叫糊（粵港澳）／下叫（巴蜀地区）／テンパイ（日本）
此術語指玩家只差一隻牌即可勝出。「聽牌」出處不詳（南方大部分地區「聽」字發音與「定」字發音相近），「叫糊」則顯然是為了對應「食糊」而來。由于各地规则不同，和牌的种类和方法亦有出入，但一般而言，通過改變分組方法，一副牌可聽的牌張可以多於一隻。以廣東麻雀為例，若玩家手上有十三張牌：
那麼以下任何一隻也可和牌：
叫糊牌數使用的量词有听、叫等，上面听六张牌的情形可被称为“六听牌”、“听六个洞”、“六口叫”或“六面听”。在廣東麻雀、香港麻雀等多以「扉」字作為量詞，以上例的情況便會被稱為「六扉」。此出處未明，但麻雀牌型「九蓮寶燈」（可聽的牌有九種，即謂「九扉」）在英語中稱為，當中的「Gates（門）」可能就是取自「扉」的意思（「扉」字在古時有「扇門」的意思）。

### 碰、刻子
「碰」出自「碰和牌」，指一組三張同樣的牌張。又稱「刻子」。例如三張一萬：
或者三張東風：
「碰」也可以作動詞。若自己已有兩張一樣的牌，看到別人打出第三張時，就可以「碰」它，把別人打出的牌拿到自己面前，組成刻子。碰回來的刻子必須翻開放到明牌區，稱爲「明刻」；但自己摸回來的刻子並不用翻開，稱作「暗刻」。
中國北方多稱一碰為一「坎」。此字的普通話拼音為kǎn，有些地方的玩家不辨本字，卻仍取kǎn音，例如廣東麻雀中，一碰稱為「一 kaan2（粵拼）」，但粵語中此音無字。
廣義的刻子也包含槓子，即可以包括一組三張或一組四張同樣的牌。狹義的刻子則不包括槓子。

### 槓、槓子
與刻子相似，若有同樣的四張牌，則可以「槓」，例如下方就是一組「槓子」：
或者四張紅中：
「槓」可以分作：明槓、暗槓和加槓。
- 明槓指自己手牌裏有三張一樣的牌時，當任何一個玩家打出第四張，就可以喊「槓」，把該棄牌取過來，然後翻開這四張牌放到鳴牌區。

- 暗槓指自己手牌裏有四張一樣的牌，那就可以在自己的回合時暗槓。注意暗槓必須把四張牌都放到鳴牌區（有些地方牌例不用翻開；有些牌例要翻開其中一兩張，讓人看到暗槓了哪張牌），而日本麻將則是蓋兩張在四張牌的兩側（或中間）。

- 加槓即是自己已經碰過一組牌後，在自己的回合時摸到第四張，或本身在自己手牌裏有第四張，那就可以加槓。注意必需在摸牌後才可以加槓。若你在該回合碰了牌，由於沒有摸牌的步驟，那就不可以加槓。

不管是哪種槓，槓了牌以後都要從牌牆尾摸一張牌，然後打出一張牌。
在組成胡牌牌型或計算番數時，除了特別規定須爲槓子才有效（例如「十八羅漢」這牌型）外，一般情況下槓子可視爲刻子的一種。

### 吃、順子
吃牌（臺灣及中國大陆）/上牌（粵港澳）/チー  (日本)
「上」本是一種與麻雀相似的天九牌遊戲「同棋」的發牌方式。根據楊蔭深《中國遊藝研究》（1946, p.85）記載，同棋的開局方式與打麻雀相近，各玩家都是先洗牌，然後在自己面前砌起十多幢牌，不過同棋的玩家還會在別處（例如檯中央）放置二十張「垃圾牌」。發牌的時候，先由莊家的對家擲三顆骰。若擲出6、10、14、18，就由莊家拿垃圾牌，下家拿莊家所砌的牌，對家拿下家牌，上家拿對家牌，各拿二十張。這種取牌方式就稱為「上」，若擲得其他點數，則用另外的開牌方式。吃牌後所組成的一組牌，稱爲「順子」。
「吃」或「吃牌」的出處不詳，但楊蔭深在書中論及麻雀一節（p.99）也是用此語。由於粵人稱出糊牌為「食糊」或簡稱「食」，而「食」與「吃」同義，所以「吃牌」這個詞語最容易引起混淆。吃牌之後形成的順子，粵人稱作一「黐」（粵拼ci1），而不知此音實乃普通話的「吃」，或者故意取音改字與「食」區分。
吃牌的時候，只可以取上家打出的牌，與自己手中另外兩張牌形成順子，並翻開來放到鳴牌區。有些地方牌例規定，吃到的牌必須是放置在順子中間，或者要把牌張橫放，以顯明所取之牌。例如吃三條，就有以下幾種方式：
| 方法 | 圖示                   |
| 1    | （以一條、二條吃三條） |
| 2    | （以二條、四條吃三條） |
| 3    | （以四條、五條吃三條） |

「碰」和「槓」的優先權凌駕於「上」。如果有一位玩家叫「上」，也有另一位玩家叫「碰」或「槓」，那麼叫「碰」或「槓」的玩家則可以拿取該棄牌。
注意，以下組合並不算順子：
| 方法 | 圖示                   |
| 1    | （數字9與1之間不算順） |
| 2    | （數字9與1之間不算順） |
| 3    | （番子不能組成順子）   |
| 4    | （番子不能組成順子）   |

### 面子
即順子、刻子、槓子。

### 搭子
未完成的順子或刻子的兩張牌，包括以下幾種：

#### 兩面搭子
數牌2至8中的連續兩張數牌。
- 例如：，它們既可以跟形成順子，也可以跟形成面子。

#### 邊張搭子
數牌1、2，或數牌8、9。
- 例如：，它們只可以跟形成順子（麻雀牌並沒有「十索」）。
- 又如：，它們只可以跟形成順子（麻雀牌並沒有「零索」）。

#### 嵌張搭子
兩張數牌的數字相差2。
- 例如：，它們只可以跟形成順子。

#### 對子
兩張相同的牌，即下述的「眼」。要有第三張相同的牌才能完成刻子。

### 眼
將（臺灣及中國大陆）/眼（粵港澳）
又稱「將眼」、「對子」，日本麻雀叫「雀頭」，即兩張一樣的牌。十三張麻雀裏，標準的食糊牌型是「四組一對」，即四組面子另加一對眼。十六張麻雀裏，標準的食糊牌型則爲「五組一對」，即五組刻面子另加一對眼。

### 翻（番）
翻或番（其餘地方）/台或臺（臺灣、中國大陸吴语地区）/飜 (日本)
清末麻雀牌結算時，本以「和數」計算，「一和」是基數，n和就是一和的n倍。例如若以一元作一和，那麼一副牌有四和的牌，就計四元。後來除了以普通倍數計算的和數以外，還引入以冪次方計算的「翻數」，即是以某個基數乘上二的某個冪次方來計算。這個冪，就稱為翻（番）。例如「三翻（番）」就是「翻倍三次」，即二的三次方，八倍。此語可見於晚清小說《負曝閒談》（1903-04）。
現今多數華人地區的麻雀牌計算籌碼時，都棄和數而只計翻數。
大部分麻雀的基數是固定的，但日本麻雀的基數則是少數存古的制度，稱為副或符，會隨手牌組成、聽牌方式、胡牌方式改變。例如邊崁獨這種在廣東／臺灣麻雀算一番／一台的情況，日本麻雀僅算２符，對分數影響較小（日本麻雀２０符起跳，多２符即多１０％，但每多一番基本就是加倍）。
而臺灣麻雀的臺與國標麻雀的翻則是直接相加，沒有基數。

#### 役
日本麻雀的翻數分兩種，一種爲「役」，即能起糊的翻數；另一種爲糊出後能計算的翻數。能胡牌的牌型稱作「役種」。
不能作爲役的翻數，例如有：寶牌、立直後的一發。玩家手頭上的牌型，必須滿足至少有一役的糊牌牌型，並贏出該局後，才能算進所得翻數中。

### 底
此語早見於《官場現形記》（1903）及《負曝閒談》（1903-04）。清末民初的麻雀玩家約戰的時候，會以一「底」幾多錢來說明預期的最大輸贏總數，例如一百元一底，就是預期勝負最多在一百元上下。可是這個底數其實無大意義，原因是實際決定輸贏的，是各人勝出牌局之翻數，以及總共打幾多圈。即使商定一底一百元，總輸贏超出此數的情況亦常見，不過這個術語仍然沿用至今。

### 雙辣、三辣
麻雀引入翻數之後不久，為避免一局牌的賠額過巨，一些地方開始為翻數封頂，例如四翻以後，無論幾多翻皆以四翻計，這個封頂翻數，今稱「滿湖」（或訛作「滿胡/滿糊」），粵地亦稱「爆棚」，日本麻將則稱作「滿貫」。
當時江、浙地方稱「滿湖」為「辣子」，此語可見於《後官場現形記》（1907-08）。。引人滿湖/辣子制度之後，江浙一帶又衍生出稱為「雙辣」的結算方法
。
所謂雙辣，即是於滿湖翻數之上再加入一個結算點，而賠額是「辣子」的雙倍。例如四翻滿湖，八翻雙辣，那麼四至七翻均以四翻計，而八翻或以上皆以八翻計。而今一般地方玩法多以四翻作滿湖，但雙辣的結算點則多介乎六至八翻之間。
如今除了雙辣，有些地方還有「三辣」制，即是翻數依然封頂，但比雙辣再多一個結算點，賠額為雙辣的雙倍，或滿湖/辣子的四倍。
日本麻將在3翻70符和4翻40符還有5翻會達到滿貫，6~7翻是「跳滿」（1.5倍的滿貫），8~10翻是「倍滿」（2倍滿貫），11~12翻是「三倍滿」，13翻以上則是「役滿」（四倍滿貫），用小牌型累計到13翻的役滿一般被稱作「累計役滿」，有些大的牌型則是直接役滿甚至在地方規則可以複合役滿，有雙倍役滿、三倍役滿等，不過正式比賽規則最多只記一倍役滿。

## 規則
一般需四人，分別坐在正方形桌子的四側。每人的左方稱為「上家」，右方稱為「下家」。一場比賽中分成許多「局」，每局有一人為莊家，依序輪流，每人都當過一次莊家後稱為一「圈」。遊戲開始時每人手中有13張牌（或16張），過程中玩家可以自牌牆中拿一張牌（或在某些情況下拿去玩家丟的牌，包括吃、碰、槓和胡），然後自手中14張牌（或17張）中任意丟掉一張。遊戲目標是將手中的牌湊出特定的14張牌（或17張）組合（稱為胡牌），並同時避免其他玩家胡牌。

### 開局
- 洗牌：把牌全反扣過來，使牌面朝下。所有的玩家雙手搓動牌，使牌均勻而無序地運動，以打亂牌的分佈，稱為「洗牌」。
- 碼牌：洗均勻之後，每人拿取36張牌，每兩張牌上下疊在一起為一「墩」（又稱「棟」、「垛」），各自作出18墩後，每墩以長邊相併排成牌牆擺在自己面前門前，四人的牌牆左右相接成「四方城」（若只用136張牌而非144張，則每人取34張牌，每邊牌牆只有17墩）。
- 掷骰：
  1. 掷骰者持兩或三顆骰子，从牌桌中央上空10至20厘米高度掷出。
  2. 庄家首先掷骰，掷得的点数會用來計算开牌點数，同時也用此數決定第二位掷骰者：以庄家为第一位，按逆时针方向顺序數到該數字，為第二位擲骰者。
  3. 第二掷骰者掷的点數和莊家掷骰的点数之總和为开牌点数。开牌前，庄家应及时收回骰子。

  - 註：香港麻雀中僅擲一次，開首局時先擲出點數決定對應之莊家，再由該莊家數自己牌牆中數牌，下同。
- 开门、配牌：在第二次掷骰者面前的牌墙处，从右向左数到开牌点数的那一墩，由莊家拿取接下來兩墩牌。例如擲到5點，應由牌牆從右到左數起5墩牌，並抓下第6及7墩的牌。超過第18墩時銜接到上家的牌牆，保持由右向左的順時針方向。
  1. 依逆時鐘順序輪流，繼續由右向左順時鐘抓牌，直至每个人抓3次共12张牌，此时由庄家先抓上层一张牌，隔一墩再抓上层一张牌，稱為跳牌，其他人依次各抓一张。庄家共有14张牌，其他人各有13张牌。
- 理牌、審牌、補花：分類整理手中的牌，整齊排列，審視牌勢。如手中有花牌，首先由莊家補花，即是從牌牆的尾端取牌，取牌数与花牌数一致。如补上花牌可继续补，再由南家、西家、北家依次补。

### 行牌
由莊家打出第一張牌開始。出牌時，自手中的14張牌中挑選一張，面朝上放至桌子中央。這時如果其他人已有三張或兩張相同的牌，可以「槓」或「碰」，拿走該張牌，並換該玩家出牌。如果沒有槓或碰，則換下家。如果剛才出的牌可以和手中的另兩張牌湊出同花色的連續三個數字，可以「吃」那張牌，否則應自牌牆的最前頭（開牌的地方）順時鐘摸一張牌，然後出牌。

## 各種玩法
在各版本的規則中變異不大，主要是添加限制或是變更役種來改變整個遊戲生態。例如日本麻雀，最基本的規則為無役不能和牌（即需要有番數才能做出和牌），這個限制讓遊戲每一局的遊戲時數拉長（且日本麻雀的役種不多，需要更刻意的組出牌型）。而臺灣麻雀則有規定不能「大明槓自摸」，嚴防作弊。且臺灣麻雀的役種番型通常都不大，主要是透過「連莊」來增加番數，在這種規則下就會創造出與日本麻雀截然不同的遊戲風格。另外像是國標麻雀雖然需要8番才能和牌，但是役種跟日本麻雀相比極多，遊玩時間大概會落在日本麻雀與臺灣麻雀中間。
下表比較一些常見玩法的異同：
| 種類                | 香港麻将 | 国标麻将 | 日本麻将 | 韩国三人麻将         | 广东麻将 | 台湾麻将 | 美国麻将 | 老章麻将 | 新加坡麻将 | 马来西亚 四人麻将 | 马来西亚 三人麻将 | 越南麻将 | 四川麻将 | 日本三人麻將 |
| ------------------- | -------- | -------- | -------- | -------------------- | -------- | -------- | -------- | -------- | ---------- | ----------------- | ----------------- | -------- | -------- | ------------ |
| 筒子                | check    | check    | check    | check                | check    | check    | check    | check    | check      | check             | check             | check    | check    | check        |
| 索子                | check    | check    | check    | check                | check    | check    | check    | check    | check      | check             | Red X             | check    | check    | check        |
| 萬子                | check    | check    | check    | check                | check    | check    | check    | check    | check      | check             | Red X             | check    | check    | 一万-九万    |
| 風牌                | check    | check    | check    | check                | check    | check    | check    | check    | check      | check             | check             | check    | Red X    | check        |
| 箭牌                | check    | check    | check    | check                | check    | check    | check    | check    | check      | check             | check             | check    | Red X    | check        |
| 花牌：四君子        | check    | check    | Red X    | check                | check    | check    | check    | check    | check      | check             | check             | check    | Red X    | Red X        |
| 花牌：四季          | check    | check    | Red X    | （有但不常用，余同） | check    | check    | check    | check    | check      | check             | check             | check    | Red X    | Red X        |
| 花牌：四藝及四業    | Red X    | Red X    | Red X    | Red X                | Red X    | Red X    | Red X    | Red X    | Red X      | check             | Red X             | Red X    | Red X    | Red X        |
| 花牌：四皇及四后      | Red X    | Red X    | Red X    | Red X                | Red X    | Red X    | Red X    | Red X    | Red X      | Red X             | Red X             | check    | Red X    | Red X        |
| 動物牌              | Red X    | Red X    | Red X    | Red X                | Red X    | Red X    | Red X    | Red X    | check      | check             | check             | Red X    | Red X    | Red X        |
| 百搭牌              | Red X    | Red X    | Red X    | Red X                | Red X    | Red X    | check    | Red X    | check      | check             | check             | check    | Red X    | Red X        |
| 得分基準            |          |          |          | 分數                 | 番       |          | 美式     |          |            |                   |                   |          | 多變     |              |
| 得分者              | 贏家     | 贏家     | 贏家     | 贏家                 | 贏家     | 贏家     | 贏家     | 全體     | 贏家       | 全體              | 全體              | 贏家     | 多變     | 贏家         |
| 莊家雙計            | check    | Red X    | check    | Red X                | check    | check    | check    | check    | check      | check             | check             | Red X    | Red X    | check        |
| 棄牌不能食糊 / 振聴 | Red X    | Red X    | check    | check                | Red X    | Red X    | Red X    | Red X    | Red X      | Red X             | Red X             | Red X    | Red X    | check        |
| 能牌 / 牌           | check    | check    | check    | Red X                | check    | check    | check    | check    | check      | check             | check             | check    | Red X    | Red X        |
| 立直                | Red X    | Red X    | check    | check                | Red X    | Red X    | Red X    | Red X    | Red X      | Red X             | Red X             | Red X    | Red X    | check        |
| 食糊時張數          | 14       | 14       | 14       | 14                   | 14       | 17       | 14       | 14       | 14         | 14                | 14                | 14       | 多變     | 14           |
| 牌牆最終保留牌數    | 0        | 0        | 14       | ?                    | ?        | 16       | ?        | ?        | ?          | 12                | 0                 | ?        | 0        | 14           |
| 起糊要求            | 3        | 8        | 1        | 2分                  | 5        | 多变     | 多变     | 3        | 多变       | 多变              | 5                 | ?        | 多变     | 1            |

### 非四人麻雀
也有二人、三人（在日本、韓國較為常見）、五人、多人等變種。
日本的三人麻雀會除去二到八萬且不可以吃牌。

### 跑馬仔
跑馬仔，又叫推倒糊或碰杠牌，是麻雀遊戲玩法之一，只要牌型符合食糊標準即可食糊，槓牌不用等食糊級可收錢，常見於香港。

#### 計分方式
- 食糊，出銃者付贏家2分[93]
- 自摸，其他三位玩家各付贏家2分（贏家共得6分)[93]
- 包槓（自己已有三隻牌別人打出第四隻牌），打出者付開槓者3分
- 明槓（碰牌後自己摸得第四隻牌），其他三位玩家各付開槓者1分（贏家共得 3 分）[93]
- 暗槓（自己摸得四隻牌），其他三位玩家各付開槓者2分（贏家共得6分）[93]

## 地区
不同地區的麻雀規則都有所不同，包括：

| - 中華地區麻雀 - 古典麻雀（想定寧波規則） - 老章麻雀 - 重慶麻雀 - 臺灣麻雀 - 港式臺灣麻雀 - 香港麻雀 - 香港二人麻雀 - 廣東麻雀 - 廣州麻雀 - 北京麻雀 - 上海麻雀 - 苏州麻雀 - 海寧麻雀 - 寧波麻雀 - 福建麻雀 - 福州麻雀 - 馬祖麻雀 - 成都麻雀 - 天津麻雀 - 太原立四麻雀 - 江南麻雀 - 杭州麻雀 - 南京麻雀 - 南昌麻雀 - 合肥麻雀 - 武漢麻雀 - 長沙麻雀 - 國標麻雀 - 中庸麻雀 - 跑馬仔 - 推倒和 | - 中華地區以外麻雀 - 馬來西亞麻雀 - 馬來西亞三人麻雀 - 新加坡麻雀 - 日本麻雀 - 日本三人麻雀 - 日本二人麻雀 - 韓國麻雀 - 韓國三人麻雀 - 越南麻雀 - 越南皇麻雀 - 越南花麻雀 - 菲律賓麻雀 - 美國麻雀 - 紐卡斯爾麻將 |

请一定要注意：麻将从本质上是可以通过技术的提升（如：提高手牌进牌效率；通过牌河猜测三家叫听的手牌；通过选择舍牌来避免点炮）提高赢的数学期望概率的，并非是绝对运气游戏，在麻将中，也有可用于竞技比赛的麻将玩法，比如：国标麻将；日本麻雀；四川麻將，这些种类的麻将规则相对平衡，運氣成份所佔比重較低、比較講求策略（甚至以策略、技巧爲主）具有竞技价值，可以用于竞技比赛中，日本著名麻雀硏究者淺見了也製定了純麻雀規則。有時爲了方便，也有時會用規則及胡牌方式較簡單、較多人知曉的香港麻雀來比賽。
以下是一些簡單比較：
| 地區       | 特色 |
| ---------- | --- |
| 香港麻雀   | - 規則較簡單：初學者較易上手。 - 三番起胡：避免無番或一番胡。除非已有足夠的番子或適合自己位置的花，否則一般人至少會做對對胡或混一色。 - 胡牌牌型較少：主要承繼老章而來，稱爲「清章」或「舊章」。 |
| 廣東麻雀   | - 增加胡牌牌型：與清章相比，增加「六獨」（平、斷、不、門、缺、将）、「十八番」及「無奇不有」胡牌牌型，稱爲「新章」。 |
| 江南麻將   | - 心皇麻將：江南麻將其中一個玩法。每家少拿一張牌，心中想像一張牌。心皇牌不能用來上牌或碰牌，只能用作胡牌。 - 排列出牌：每家出的牌依次序整齊放在自己門前。曾放過的牌既不能上，更不能胡。 - 上牌、碰牌的擺放：上牌的那一張橫放，或是在求搭的兩張中間。例如三四萬上五萬，則橫放五萬，或是把五萬放三萬和四萬中間。碰牌則視乎由哪一家打出：由下家打出的，橫放靠近下家的一張，上家打出，橫放靠近上家的，對家則橫放中間那張。 |
| 成都麻將   | - 只使用筒、條、萬三種共108張牌。 - 血戰到底：1家胡牌後牌局並不結束，剩下未胡牌的繼續打，直到有3家都胡或流局。 - 缺一門：必須缺一門才能胡牌。 - 不可吃，可碰。 - 颳風下雨 |
| 福建麻將   | - 活動百搭：開牌時將槓尾的一張牌翻開，該牌就是百搭。其中一張白板可以用作代替該張翻開的牌。 - 帶弟百搭：若槓尾的張牌翻開是三萬，則四萬是百搭。「帶弟百搭」指定序數牌九一相連而番子牌以東南西北中發白首尾相連，故開九萬則以一萬為百搭，開北則以紅中為白搭。 |
| 台灣麻將   | - 十六張牌：開牌時每家取十六張牌。 - 上牌、碰牌的擺放：隨便擺，無所謂。 - 連莊、拉莊：連莊，即是連續做一次莊。每連莊一次便加上一番。閒家可以向莊家提出「拉莊」，即是暫不清還輸給莊家的總數，留三分一作下一盤的博注。 - 一炮三響：一家「放槍」而三家齊吃胡。 |
| 日本麻雀   | - 立直：在叫胡時(必須門前清)拿出一千點籌碼放在列牌區前，表示「立直」，其後不能改變牌將、上(吃)牌或碰牌（但在不改變分解的前提下可以做暗槓）。立直胡牌時，上方表懸賞牌開出多少張，下方就開多少張裏懸賞(槓裏懸賞同)。 - 排列捨牌：每家之捨牌依次序整齊放在自己門前。若聽的牌當中有任何一張是曾丟過的則不能胡別人。 - 懸賞牌(ドラ懸賞)：配牌之後，把王牌(槓尾、嶺上牌)倒數第三墩上層的牌翻開(懸賞表示牌)，懸賞牌排列方式如下：1.萬索筒，開出一萬，懸賞牌為二萬；開出八索，懸賞牌為九索；開出九筒，懸賞牌為一筒，如此類推；2.風牌(東南西北)：開出東，懸賞牌為南；開出北，懸賞牌為東；3.番牌(白發中)：開出白，懸賞牌為發；開出發，懸賞牌為中；開出中，懸賞牌為白。若胡牌一家手上亦有該張牌，每張多算一番，有兩張加兩番，如此類推；舉例：懸賞牌開出七萬，胡出者用兩隻八萬做眼(雀頭)，即加兩番；若懸賞表示牌開出兩張(或以上)相同牌時，手上有該張懸賞牌時，可複數計算番數，例如:開出兩張七萬時則手上一張八萬計為兩番。另外，懸賞分為「表懸賞表示牌」、「槓懸賞表示牌」、「裏懸賞表示牌」、「槓裏懸賞表示牌」4種，如下說明: - 表懸賞表示牌:即配牌後於王牌第三墩上層所翻開之牌。 - 槓懸賞表示牌:每開槓一次，就於表懸賞牌逆時方向之隔壁牌再開一張，因日本麻將只備用四張嶺上牌，所以最多開至四張(加上原來的表懸賞牌則為五張)。 - 裏懸賞表示牌、槓裏懸賞表示牌:即為表懸賞表示牌與槓懸賞表示牌下層之牌，只有「立直胡牌者」才有開此表示牌之權力。 - 以上4種懸賞表示牌之懸賞計算方式皆同，最多同次胡牌可達40番。但懸賞之番數不得計為「起胡番數」。 - 上(吃)牌、碰牌的擺放：與江南麻將相同。 - 日麻在荒牌流局時，聽牌(叫胡)者可向未聽牌者收取點數，以下為流局罰符正確之授受方式: - 1家聽牌、3家未聽牌: 未聽牌之3家各賠付1000點予該聽牌者，該聽牌者獲得3000點。 - 2家聽牌、2家未聽牌: 未聽牌之2家各賠付給其中1家1500點，意即1人只賠付1家1500點，該2家聽牌者各獲得1500點。 - 3家聽牌、1家未聽牌: 未聽牌之該家各賠付3家聽牌者各1000點，未聽牌者損失3000點，聽牌之3家各收入1000點。 |
| 美國麻將   | - 查理士頓（Charleston）：四家拿了牌後，依次序向下家、上家、對家換三張牌。莊家有權再來一輪查理士頓。 - 開槓不補牌：故有一槓成獨「眼」，兩槓則無「眼」。廣東麻將把「對子」喚作「眼」。 - 百搭牌：百搭牌可碰任何牌成搭，四隻成槓，五隻成昆（Quint）。 |
| 越南麻將   | - 特別百搭牌：計有花、元、喜、合、筒、索、萬、總、一皇、二皇、三皇、四皇、一后、二后、三后、四后共十六隻。摸「花」加兩番,並非百搭。「元」、「喜」分別當作箭牌或風牌，「合」可當番子牌；「筒」、「索」、「萬」可當本門牌任何一子，「總」可當任何序數牌；「皇」、「后」當通天百搭，分一二三四等級。所有特別百搭牌可碰或上。碰時可能會發生搶碰，以兩隻真牌碰牌者優先。以一真牌與一百搭去碰時，則視乎百搭的級數決定優先權。 |
| 菲律賓麻將 | - 窗百搭：比福建麻將的活動百搭更進一步，除翻開的牌外，相連的兩張牌及有相同數字的序數牌都變成百搭，番子牌則以西北中發白的次序決定相連的五張為百搭。例如翻開的是四萬，則三萬、四萬、五萬、四筒（餅）、四索（條）共五張牌皆為白搭；開紅中，則中、發、白、東、南為百搭。 |
| 南京麻將   | - 花牌：南京麻將包括20張花牌，即把箭牌也算入花牌中，所以沒有大三元，大四喜之類的胡法。 - 擲骰：一般為兩顆骰，擲兩次，第一次由莊家擲，按點數逆時針旋轉到的玩家擲第二次，從第二次擲骰的玩家那測從右以第二次的點數為起始抓牌。例如：莊家擲6點，擇由下家擲，下家擲11點，擇由莊家開始從下家第12敦開始抓牌。 |
| 合肥麻將   | - 斷么九：整付牌沒有一九萬、一九筒、一九條，以及東西南北風和各色花牌。 - 八枝：胡牌時需要一門有八張以上。 - 胡牌：不許吃牌，只能碰一對，必須有八枝。 - 擲骰：用兩顆骰，擲一次。以骰點的和作為開始抓牌的牌牆，以最小的點數作為起始敦數。比如4點加5點為「九自手」，從自己門前牌牆開始抓牌，但是從第4敦開始。 |
| 武漢麻將   | 又稱開口翻、紅中癩子槓，核心是二五八、癩子、開口翻和口口翻。它算番比較複雜，大贏還是大輸就在一念之間。因此麻友須要一邊精確計算做大翻牌，一邊提防放銃(炮)甚至不小心承包，玩法十分刺激。 - 打牌規則 - 用牌 - 沒有梅、蘭、竹、菊、春、夏、秋、冬，合136張。 - 叫牌 - 可以吃、碰、槓，但不能吃碰槓紅中，不能吃碰槓癩子。 - 紅中 - 紅中可以隨時拿出來槓牌，打出來也是槓牌，稱為「紅中槓」（×2）。 - 紅中不能碰、明槓、暗槓，手上持有紅中時不能胡牌，因此也不能搶槓。 - 癩子 武漢麻將 "癩子"是在四個選手閒家抓完13張牌莊家抓完第14張牌後翻取的第一張牌加一就是"癩子"（比如 A、翻出五萬，六萬就是"癩子"，翻出九萬，一萬就是"癩子"，B、按照"東、南、西、北、紅中、發財、白板"的順序，如果翻出"北"，跳過"紅中"，"發財"是"癩子"，翻出"白板"，"東"是"癩子"）。 1. 癩子即財神，持有者可以當作其他張牌（萬能牌）來胡（屬於軟胡，×1），也可以用本身花數胡（硬胡，×2）。 2. 癩子可以單張成槓打出去，成為"癩子槓"（×2）。 3. 持有或打出的癩子不能當普通牌來叫牌，即自己不能用來吃碰槓，打出去別人也不能用來吃碰槓胡。 4. 翻出癩子牌後，周知各人（UI上有顯示）。下一張的意思是：一到九的循環，東南西北發白的循環（摸到"北"和"中"都是"發"作癩子）。 5. 當有兩個"癩子"時（即財神）不能胡"小胡"（聽牌時有一個"癩子"，又自摸一個"癩子"，必須打出一個），"癩子"可開槓（×2），也可打出（×2）。 - 槓 - 沖槓：手中有暗刻（3個一樣），別人出第四張，則可以開槓。直槓不能被搶槓，算開口（×2）。 - 蓄槓：碰了一個，又摸到第四張，可以在合適的時候拿出來，可以被搶槓（×2）。 沖槓和蓄槓屬於明槓，必須亮明（×2）。 - 暗槓：摸到4張一樣時，可以拿出來暗槓，不亮明，不算開口，自然也不能被搶槓（×4）。 - 搶槓：一家已經碰了一次，又抓到這張牌開槓，如果另外三家已聽牌，正好需要這張牌胡牌，即搶槓。 - 坐莊：逆時針上家輪莊，莊家胡牌或者黃莊（流局）則繼續做。 - 胡牌規則 - 要求 1. 基本牌型 1. 11、123、123、123、123 2. 11、123、123、123、111(1111，下同) 3. 11、123、123、111、111 4. 11、123、111、111、111 5. 11、111、111、 111、111 - 註：除風一色、將一色、碰碰胡、清一色以外，一對（11）必須是二、五、八，比如二萬、五條、八筒等。 2. 武漢麻將沒有7對子和門前清。 3. 當有兩個"癩子"時不能胡"小胡"（聽牌時有一個"癩子"，又自摸一個"癩子"，必須打出一個），"癩子"可開槓（× 2），也可打出（× 2）。 4. 風一色、將一色為亂風亂將，只要手上全是風牌或將牌就能胡牌。（在聽牌時，任意風或將都能當炮使用。） 5. 如果玩家漏掉了炮胡，可以繼續胡其他玩家放的炮，無須等待自己摸牌後。 - 開口翻 - 吃、碰、明槓稱為開口，必須開口（或開過口）才能胡牌，即必須有吃、碰或明槓行為。 - 胡牌類型 1. 小胡（即屁胡，基礎分1），必須用2，5，8的對子做將牌。 2. 大胡（基礎分10，可累計）： 3. 碰碰胡，除將牌外為均為刻子；任意將。 4. 全求人，吃碰明槓過4次牌，手上留一張將牌成胡的； 5. 一色，風一色（全是風牌包括發白）、將一色（全是2、5、8）、清一色（全是條或萬或筒）；任意將。 6. 海底撈，除去海底的5沓牌（10張）後，摸最後4張牌時自摸（此時不能打出不能槓，只有自摸）； 7. 槓上花（即槓開），槓（包括紅中槓和癩子槓）了之後補牌時自摸，作大胡。 8. 搶槓，一家已經碰了一次，又抓到這張牌開槓，如果另外三家已聽牌，正好需要這張牌胡牌，即搶槓。 9. 硬胡，是指胡牌後沒有癩子、癩子被槓、用本身花數胡的情況。 10. 軟胡，如果有癩子並且充當萬能牌使用的情況。 - 只能有一個胡牌者，以莊家逆時針為序。 - 持有紅中時不能胡牌。 - 記分規則 - 原則 1. 沒有承包時，1家胡牌，3家輸點，沒放銃的玩家依然輸點。 2. 輸分=基礎分（1或10）乘以輸家自己番數乘以贏家番數，贏分=3個輸家的分之和。 - 小胡計分 - 基礎分為1，開口×2，每暗槓×4，自摸×2，硬胡×2，每明槓×2，放沖者輸點×2 - 莊閒因素：莊家胡則閒家輸點×2，閒家胡則莊家輸點×2，因此3個輸家的輸點一定不同。 - 口口翻：其他一樣，但每開一次口就×2一次。 - 大胡計分 - 大胡有：碰碰胡、清一色、將一色、風一色、槓上花、海底撈、搶槓 - 基礎分為10，不考慮莊閒因素，自摸×1.5，放沖輸點×1.5，開口×2，每暗槓×4，硬胡×2，每明槓×2。 - 口口翻：其他一樣，但每開一次口就×2一次。 - 必須注意：大胡可累計，如2個大胡基礎分就是20，3個大胡基礎分就是30。 - 承包（包胡承包者承擔所有輸點，以下情況承包： 1. A放銃給B作全求人，A沒聽牌，A承包。 2. B胡清一色，B的第三次開口對象是A，A承包。 3. B搶槓胡，被搶的A承包。 |

## 衍生
- 類似玩法的遊戲：
  - 象棋麻雀
  - 扑克麻将
  - 梭哈麻將
  - J聲麻雀團
- 衍生產品
  - 過山車麻將桌
  - 麻將接龍
  - 四川省

### 電子遊戲或線上遊戲
麻雀也是電子遊戲的製作題材。最初的麻雀遊戲，由玩家與程式對戰。近年有許多麻雀的電腦遊戲及手機遊戲出品，讓玩家可以使用電腦或手機透過網路與其他玩家開局對戰。以華人爲對象的麻雀遊戲，較著名的有以明星角色作噱頭的明星3缺1 （页面存档备份，存于），或以免下載為宣傳點的神來也麻將 （页面存档备份，存于）等。
日本麻雀亦有諸如街機的麻雀格鬥俱樂部，紅白機的（任天堂）麻雀，到今天網絡對戰的天鳳、雀魂、雀姬等，以及經歷由街機至網絡對戰、推出過多個版本的雀龍門系列、力求模擬眞實自動麻雀桌的Maru-Jan （页面存档备份，存于）等等皆是。

### 趣聞軼事
- 根據《清稗類鈔》（1916年）[3]記述，民初有些賭客窮奢極侈，麻雀一底注額可達白銀五萬兩。另外，據《十葉野聞》（1917年）[2]記載，奕劻曾任軍機大臣，其子載振，曾設賭局，麻雀一底，白銀三千兩，吸引攀附權貴之類。而載振並不露面，只暗中派人記下賭客性格，若輸掉三底仍屢敗屢戰，就記「上等」。賭坊大多招呼週到，倘若賭客裹足不前，就會設法威迫，務求賭客輸盡錢財。此舉既可觀人，也可斂財。
- 梁启超有句名言，“只有读书可以忘记打牌（麻将）；只有打麻將可以忘记读书。”[95]
- 胡適在1930年專門撰文，將麻將與鴉片、八股、小腳並列為中國四害，“全国每日只有一百万桌麻將，每桌只打八圈，就得费四百万点钟，就是损失十六万七千日的光阴。”[96]。無奈，胡適夫人江冬秀是麻雀迷，视牌如命，搬到美国後，江冬秀还常常和其他太太一起打麻雀。每当麻雀局三缺一时，江冬秀总是要拉胡适上麻雀桌。
- 德國學者Fritz Fleiner於1928年率先提出現代法學中的「比例原則」時，有名言謂：「警察打麻雀不能開大炮」（Die Polizei soll nicht mit Kanonen auf Spatzen schießen）[97]，巧合地將麻雀與「開大炮」（出衝/放炮）结合。

## 附註
1. ↑  如何界定遊戲所屬類別，甚至何謂「遊戲」，並無公論。一般而言，遊戲規則乃比戲具更基本的界定元素。例如今時今日有所謂「象棋麻雀」，儘管所用戲具為象棋，但實為麻雀玩法，因此並非從象棋遊戲演化出來。馬弔與麻雀的關係亦然，後者繼承了前者的牌張，但遊戲本身並非從前者而來。
2. ↑  清代汪師韓《談書錄》認為馬弔乃馬掉腳的簡稱[15]。此外，「腳、將」二字在寧波話及一些語言中為同音或近音。
3. ↑  即東南西北四牌。
4. ↑  暫時未發現有官方文獻記載吉羅福曾任此職。由於有些舊文獻將各種領事（總領事、署理總領事、領事、署理領事或副領事）一概稱為「領事」，而且若同一地區有多名領事共事，可能只記錄官階或署任官階最高的領事姓名，因此吉羅福曾任福州領事一事，驗證有困難。然而，官方文獻記載吉羅福曾於1872年4月至1873年10月擔任福州海關稅務司，而暫時亦無其他吉羅福駐留福州的記錄，所以兩副牌有可能是他於這段期間內購得。

## 外部連結
- 世界麻將網首页 （页面存档备份，存于）——世界麻将组织官方网站
  - 中文 （页面存档备份，存于）
  - 英文 （页面存档备份，存于）
  - 日文 （页面存档备份，存于）
- （简体中文）中國麻將網 （页面存档备份，存于）——中华麻将公开赛组委会官方网站
- （繁體中文） （页面存档备份，存于） ——臺灣第一家合法設立之麻將競技協會
- （简体中文） （页面存档备份，存于） ——臺灣第一家合法設立之麻將競技協會
- [永久]